# Biserica reformată din Mera
Biserica reformată din Mera este un monument istoric aflat pe teritoriul satului Mera, comuna Baciu, județul Cluj.

## Localitatea
Mera (în maghiară Méra) este un sat în comuna Baciu din județul Cluj, Transilvania, România. Prima menționare documentară a satului Mera este din 1299.

## Biserica
Biserica a fost construită în secolul al XIII-lea  (inițial romano-catolică, în cinstea Sfântului Nicolae) și reconstruită în stil gotic în secolul al XV-lea. După un incendiu în 1847, a fost reconstruită în 1851, păstrându-se pereții și cadrul ușilor originale. Clopotul mare a fost realizat în 1560, iar Masa Domnului în 1769.

## Vezi și
- Mera, Cluj

## Imagini din exterior

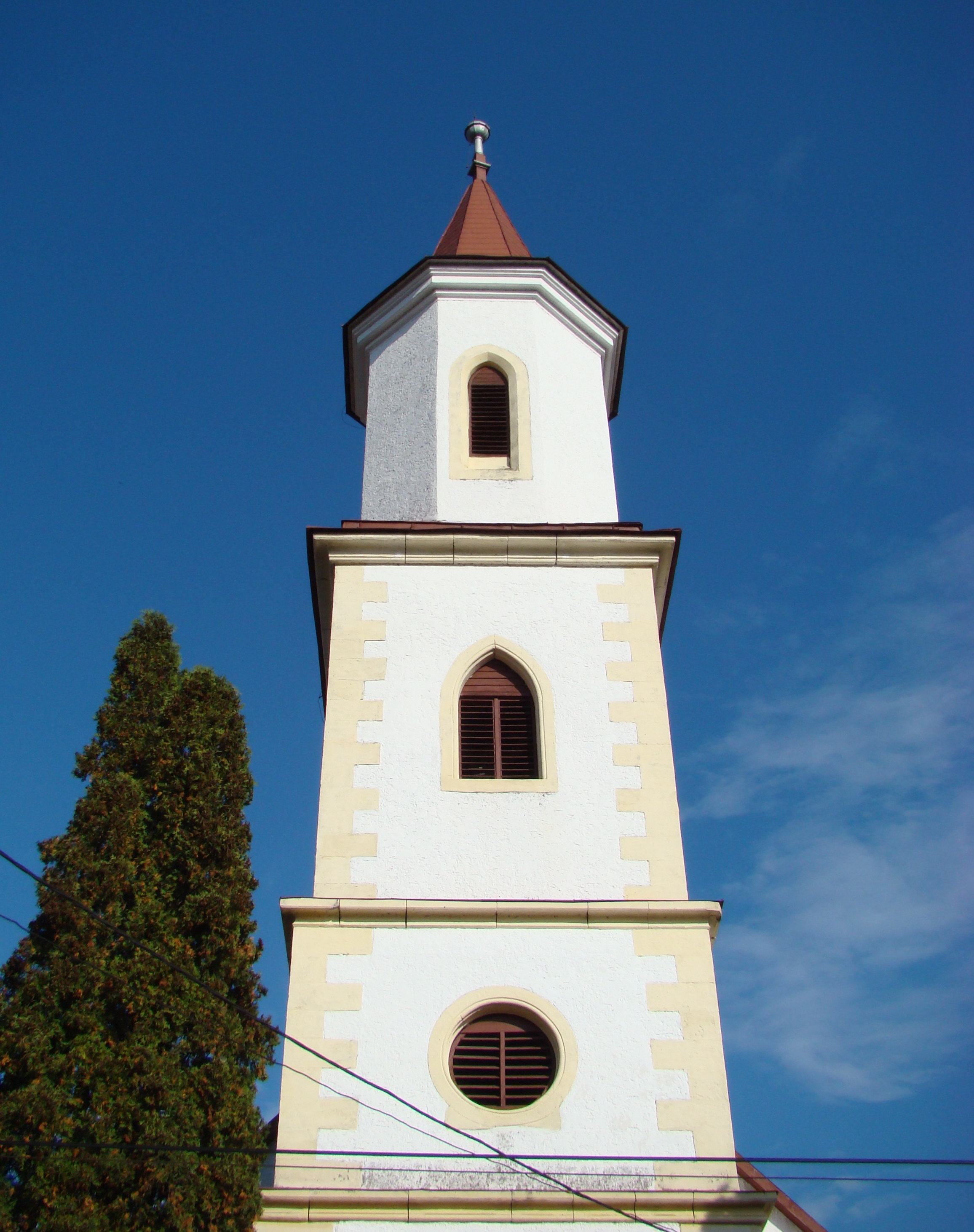
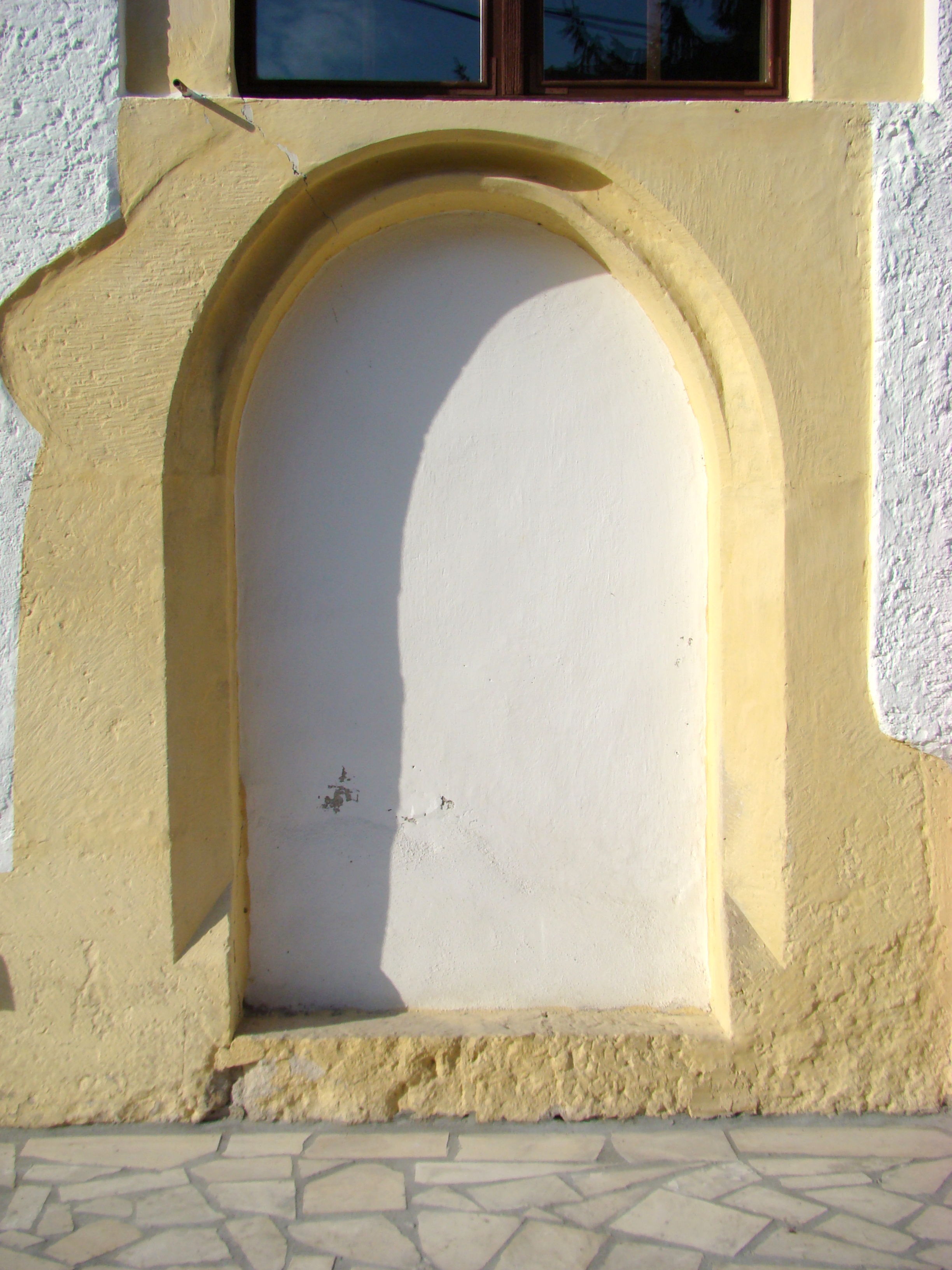
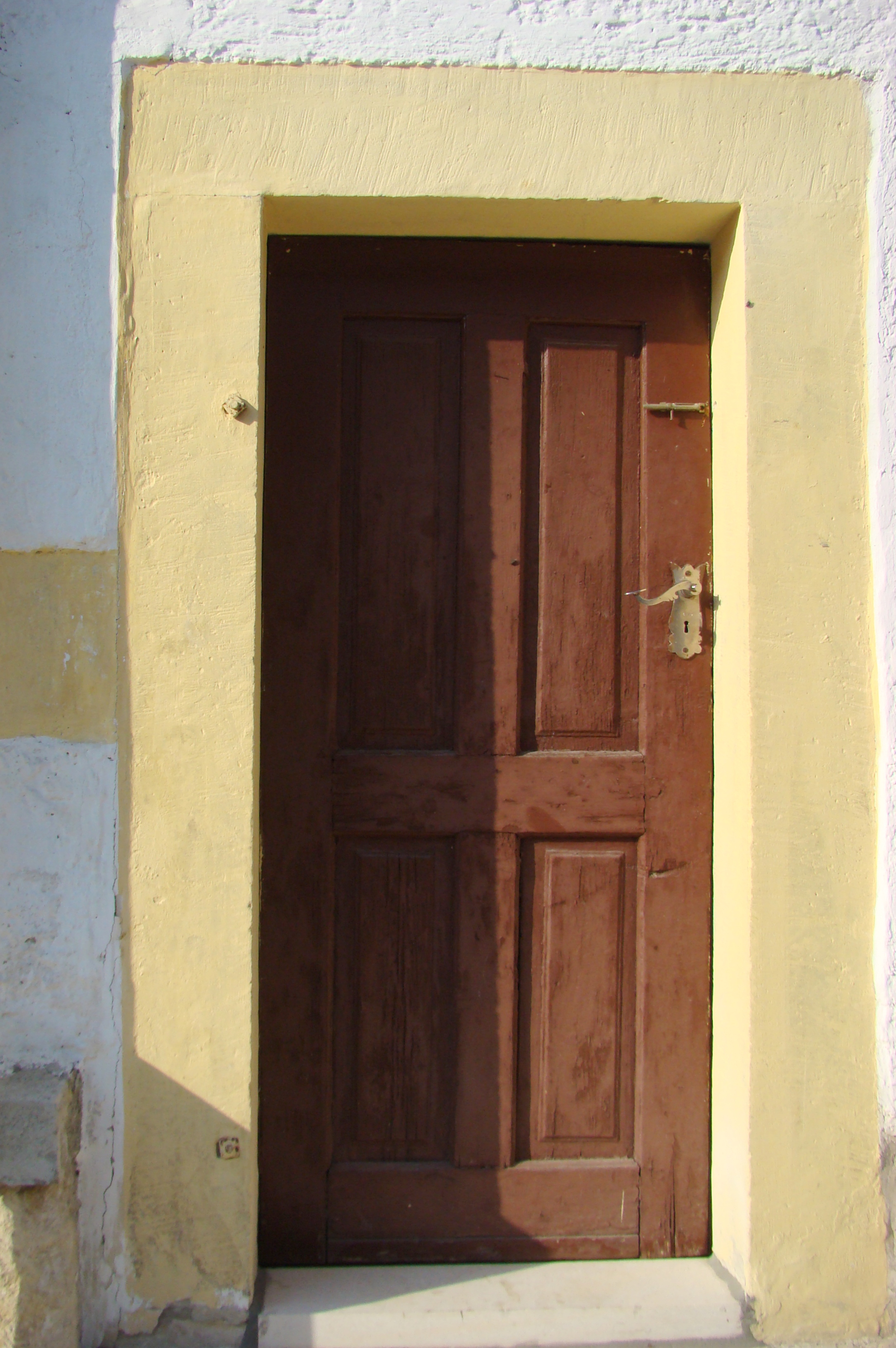
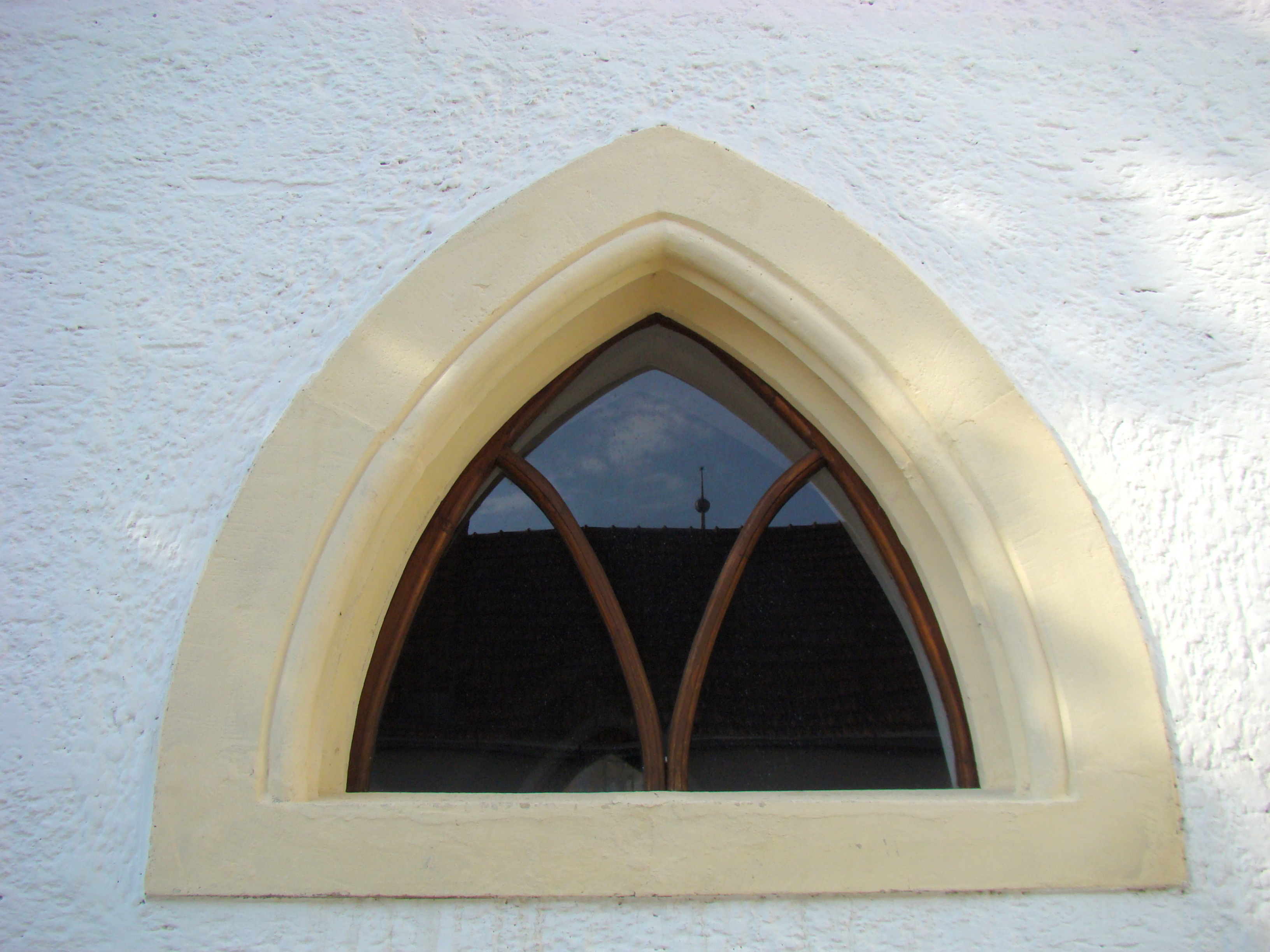
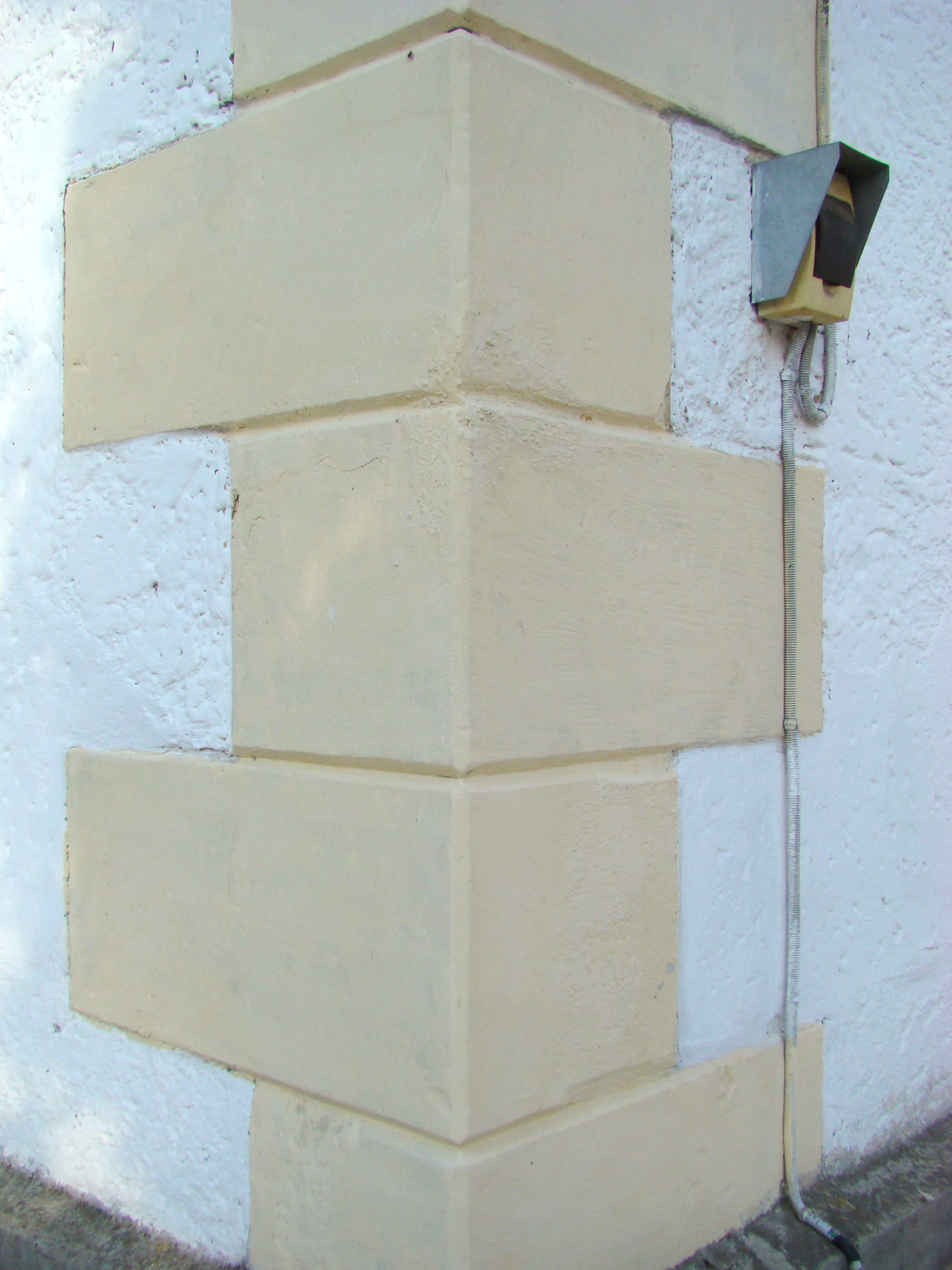
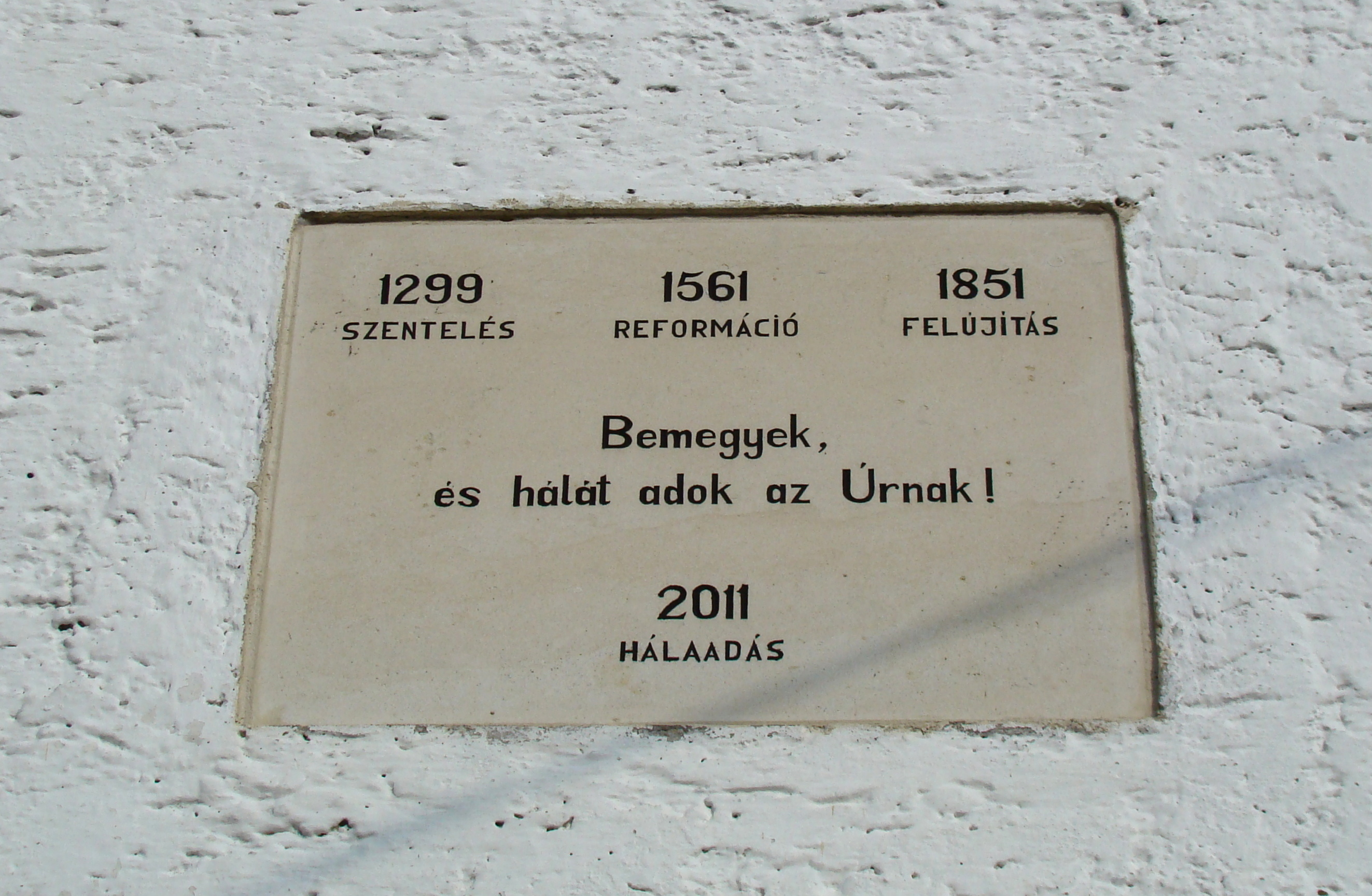
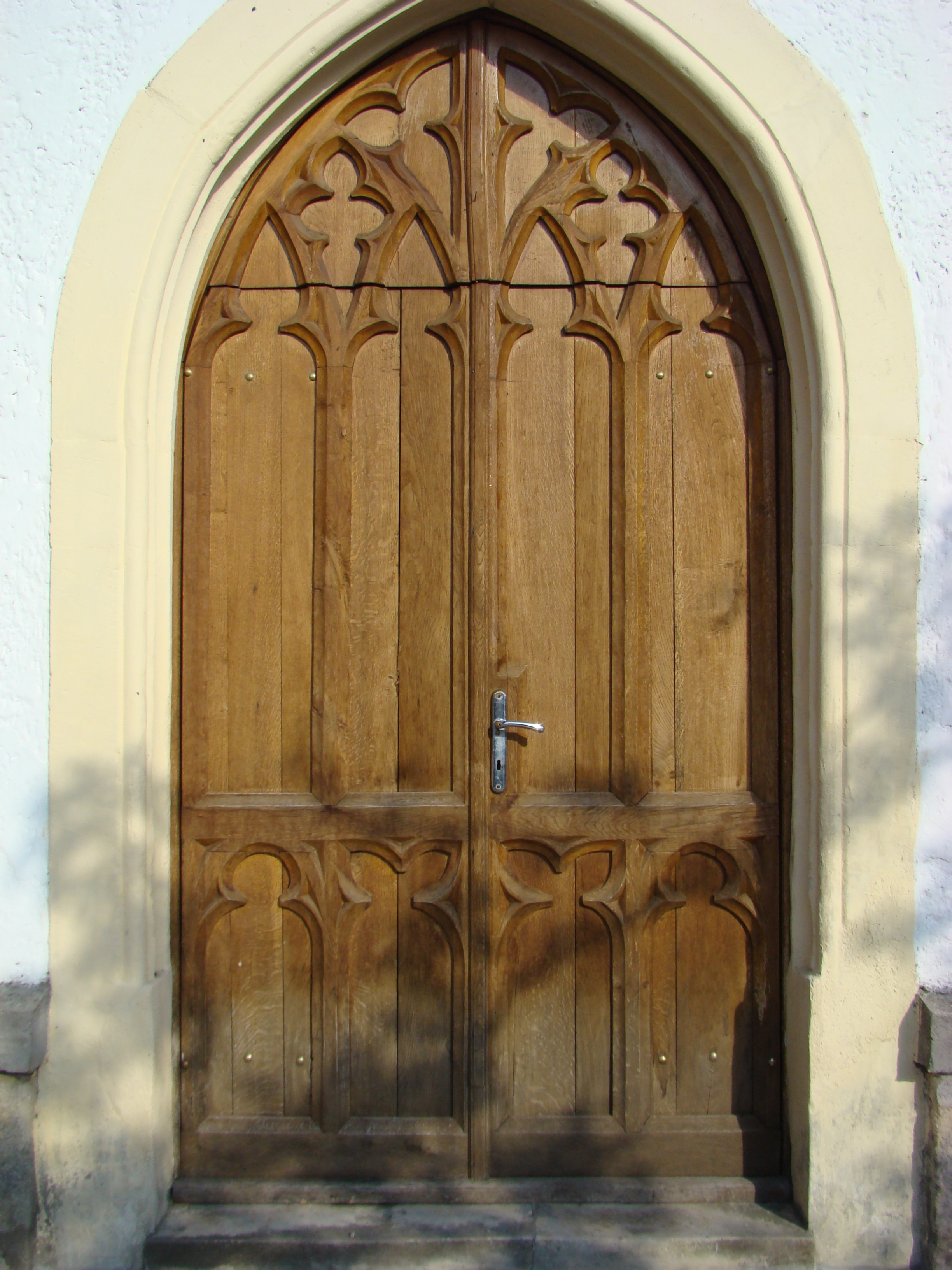
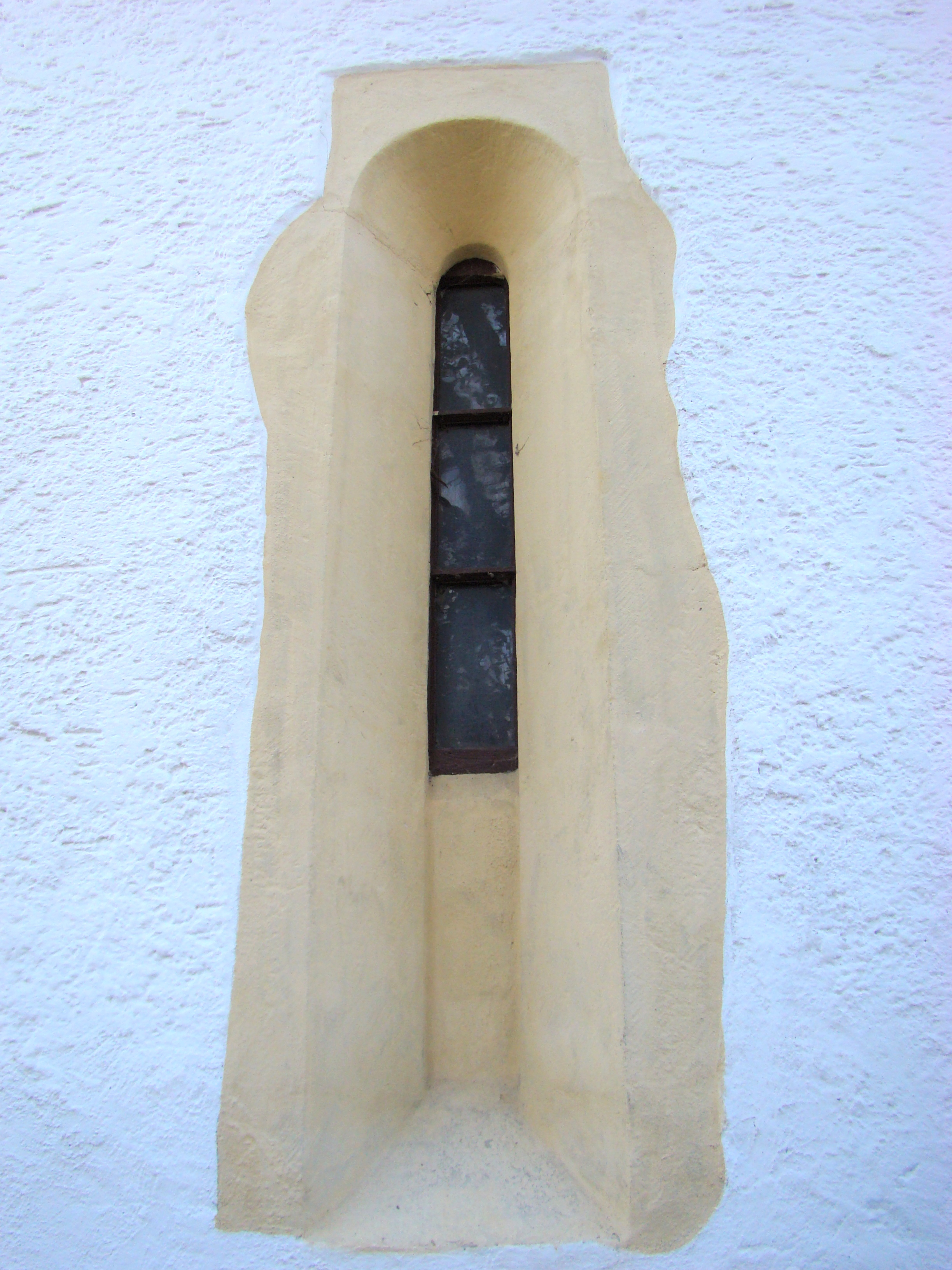
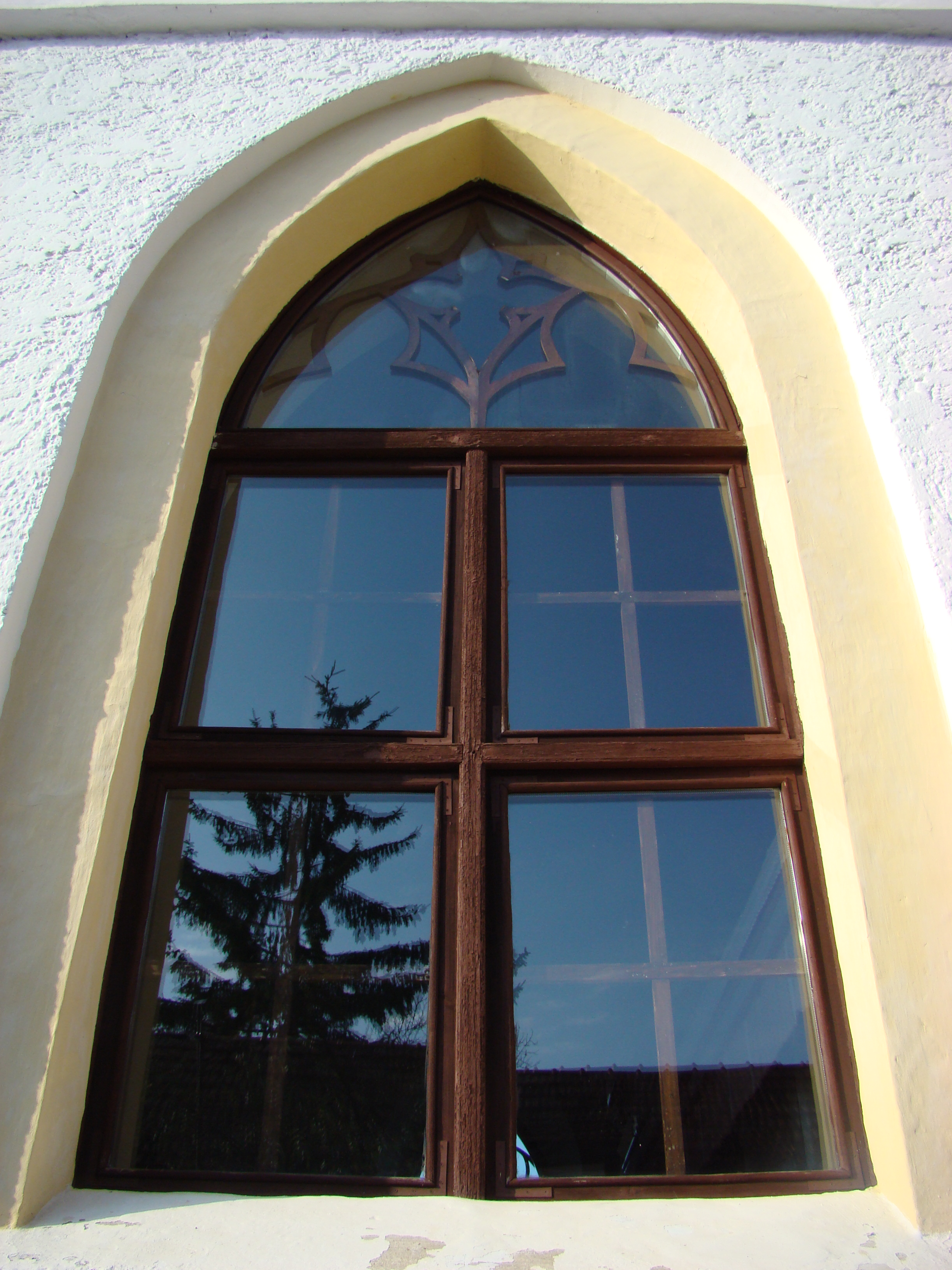
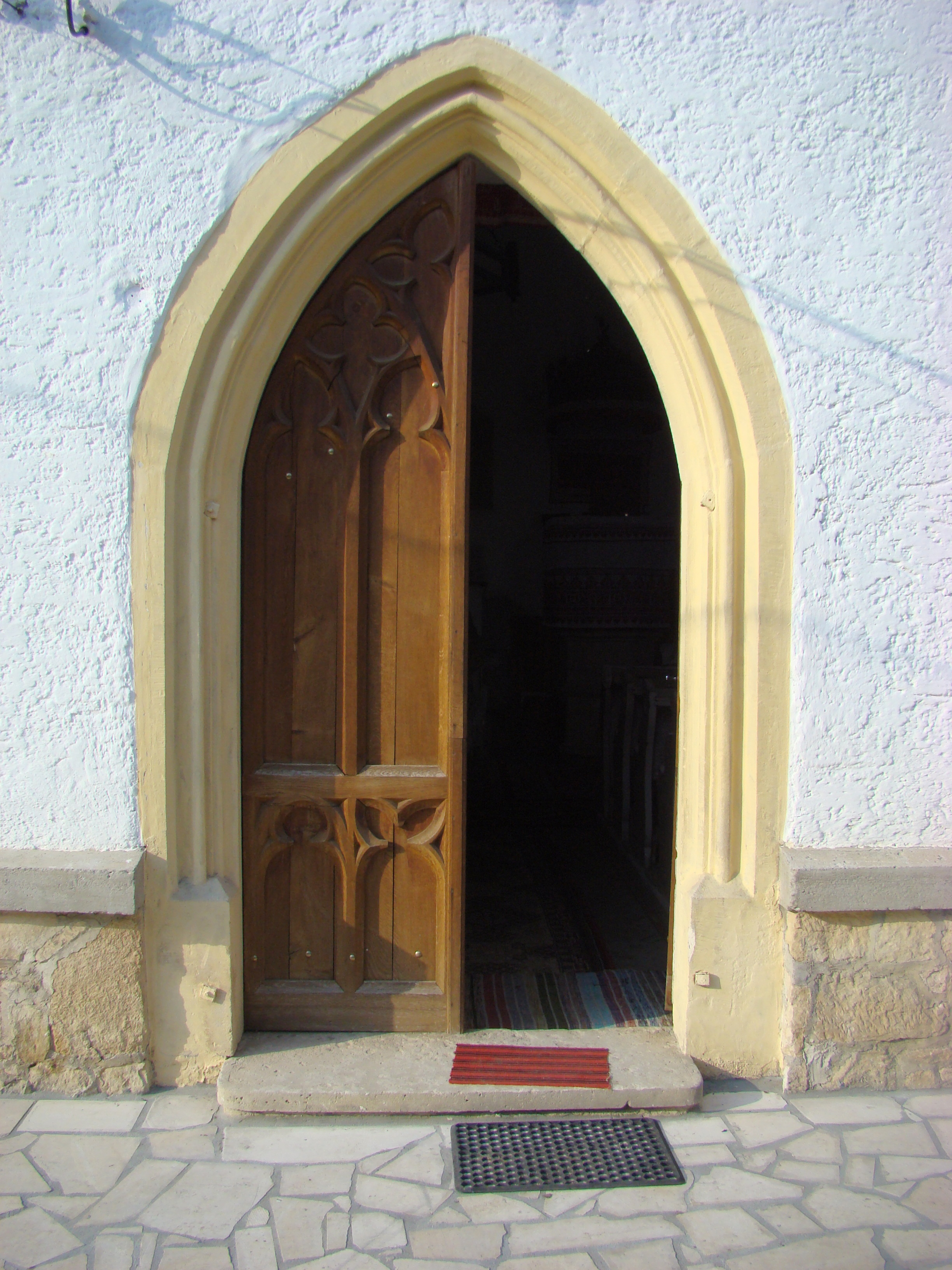
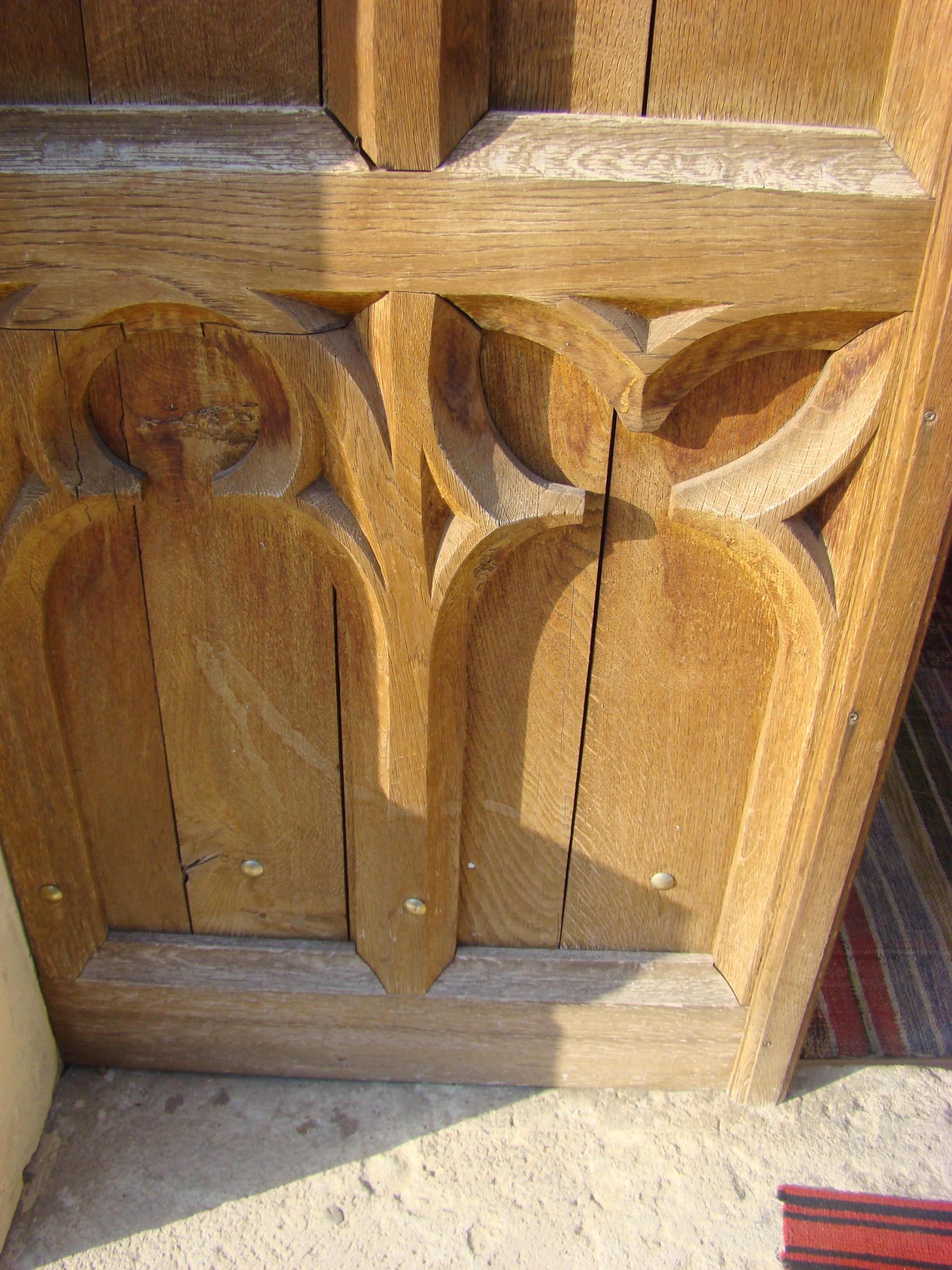
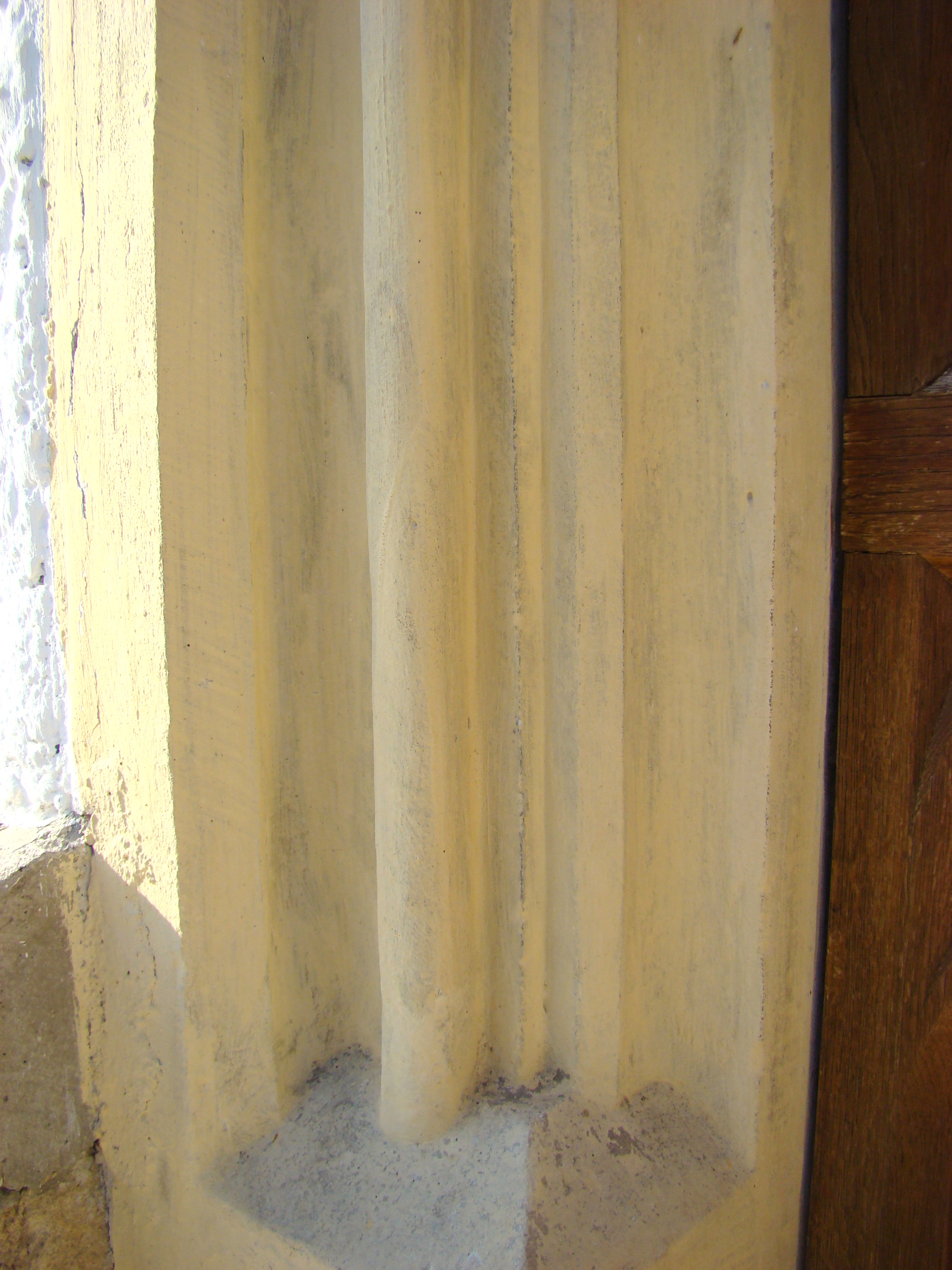
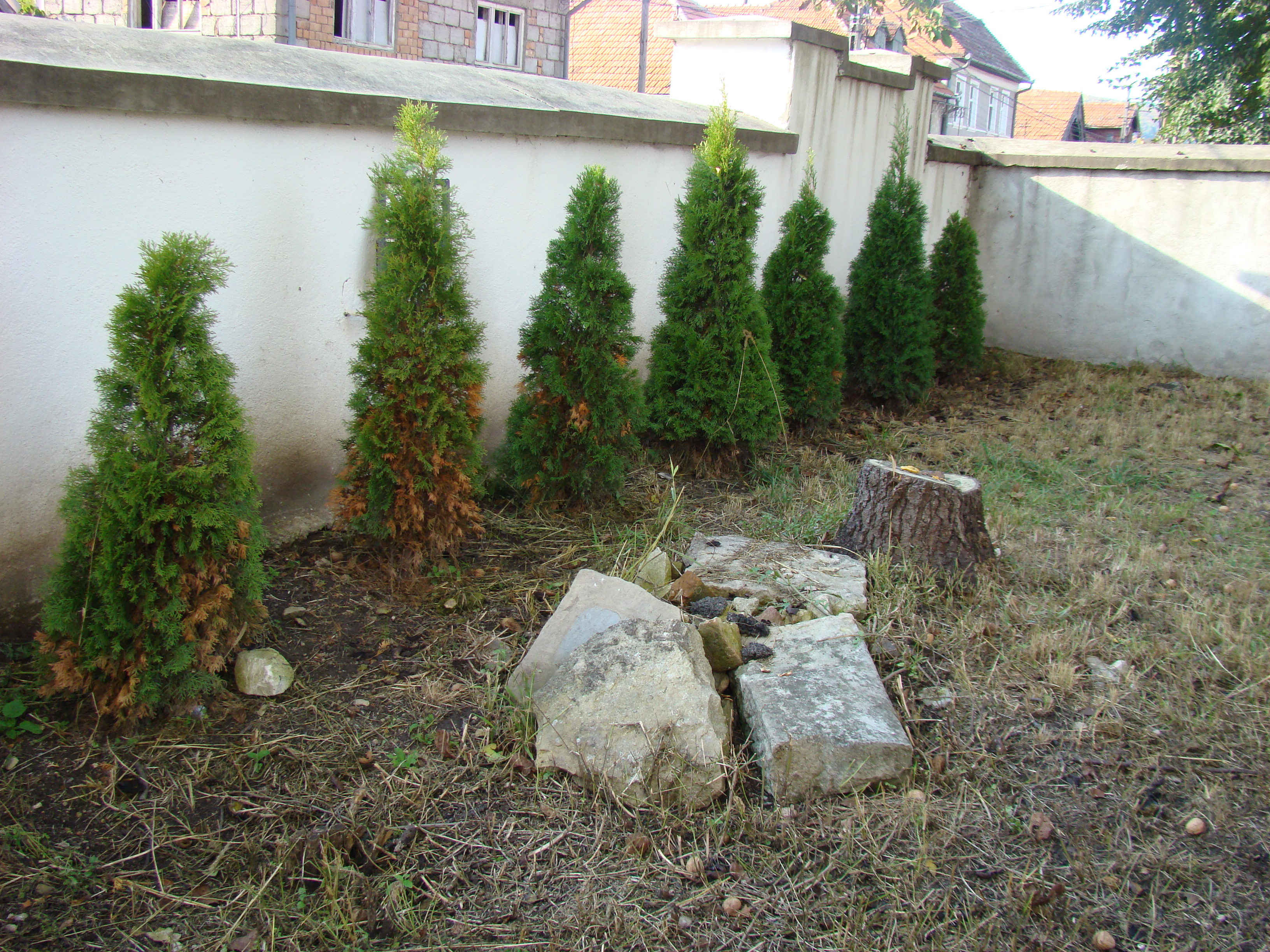
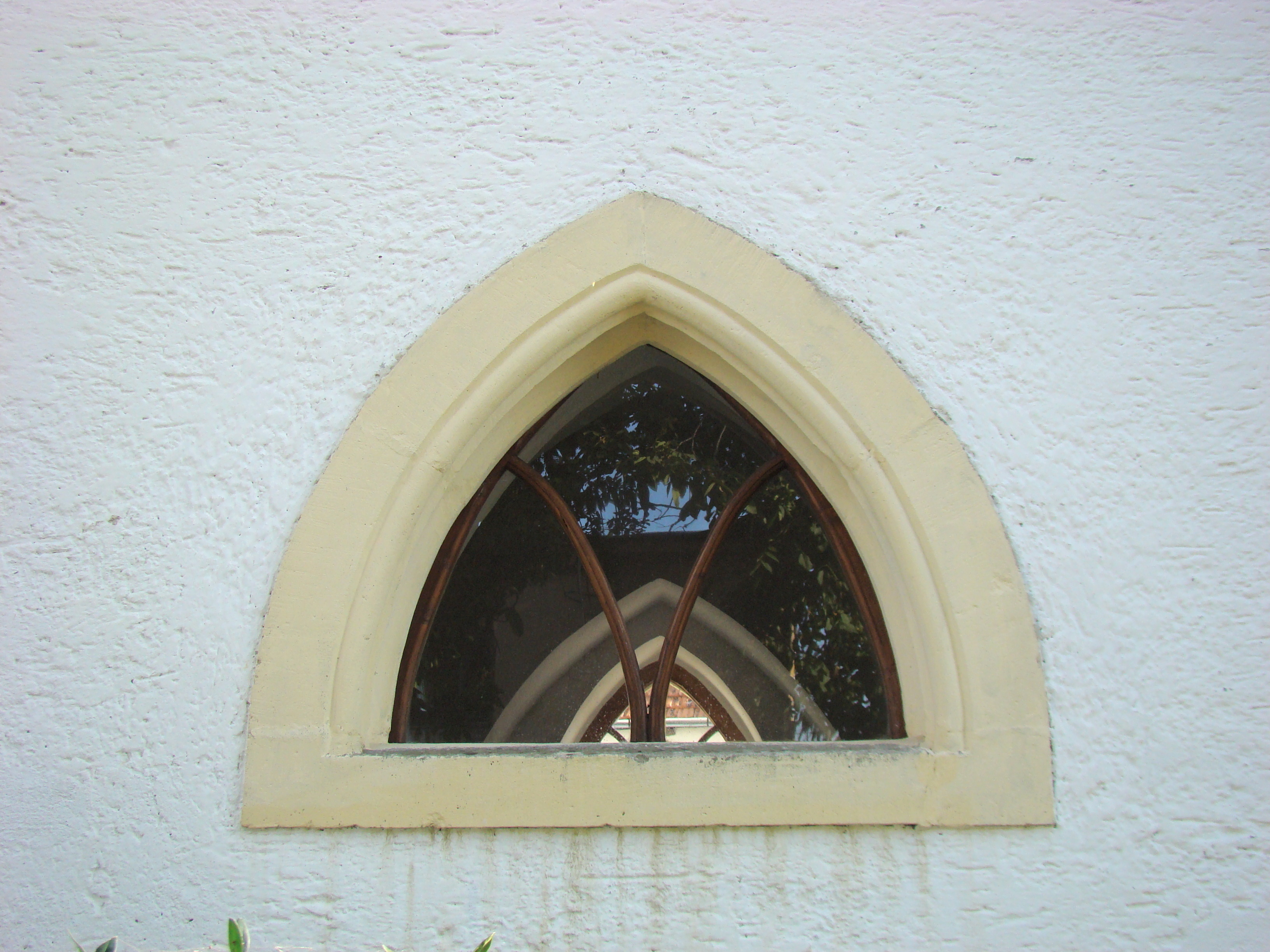
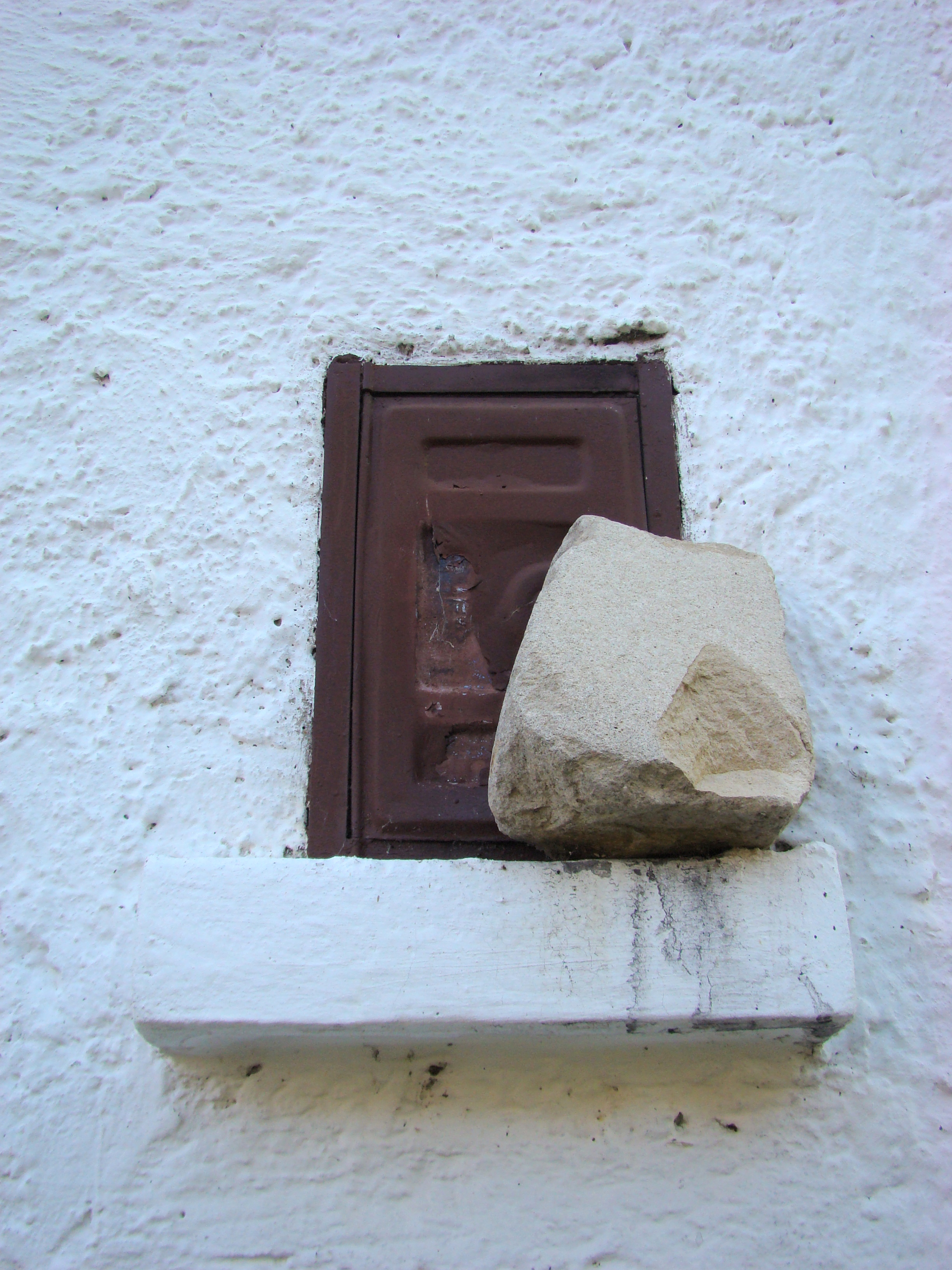
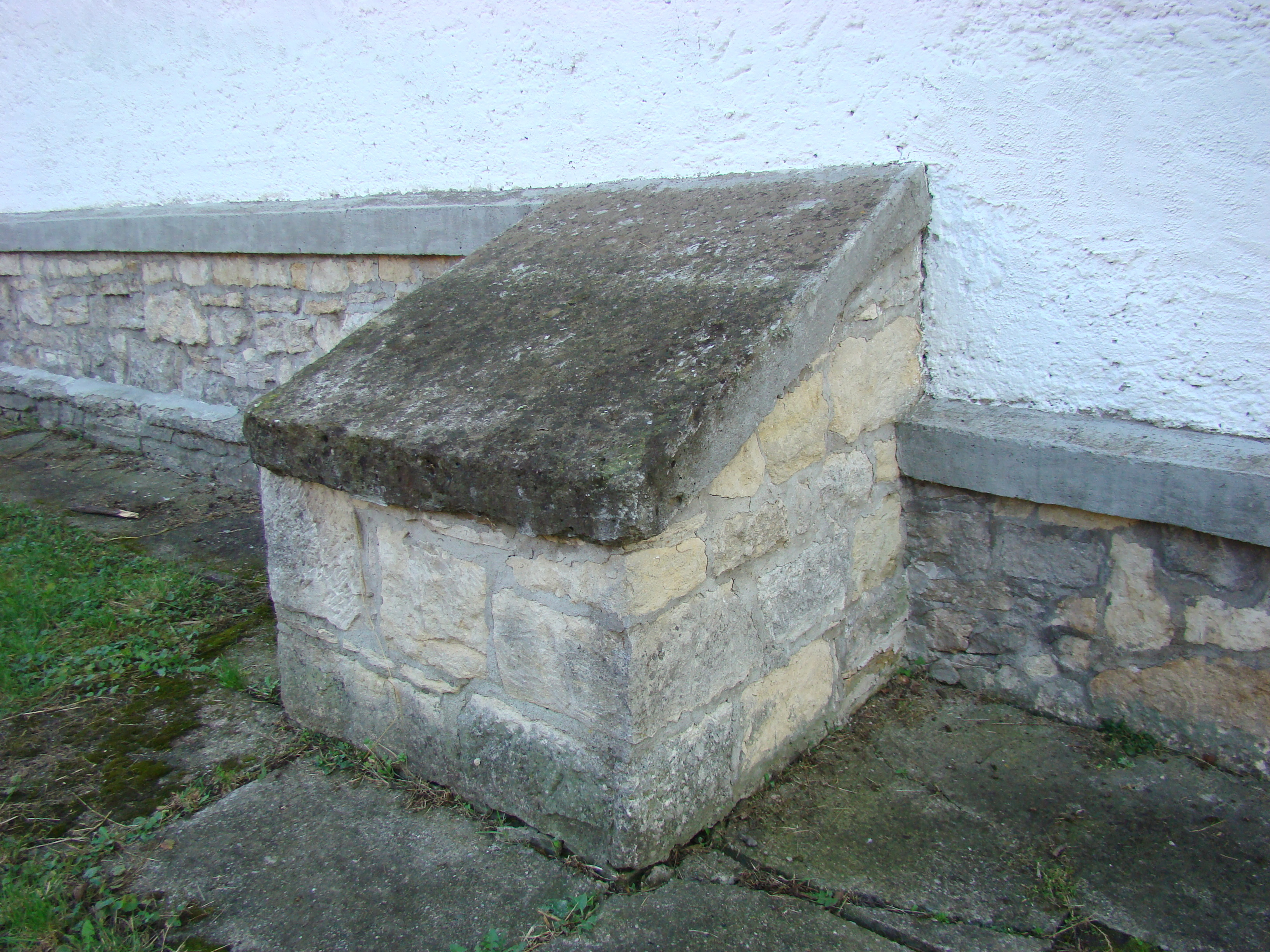
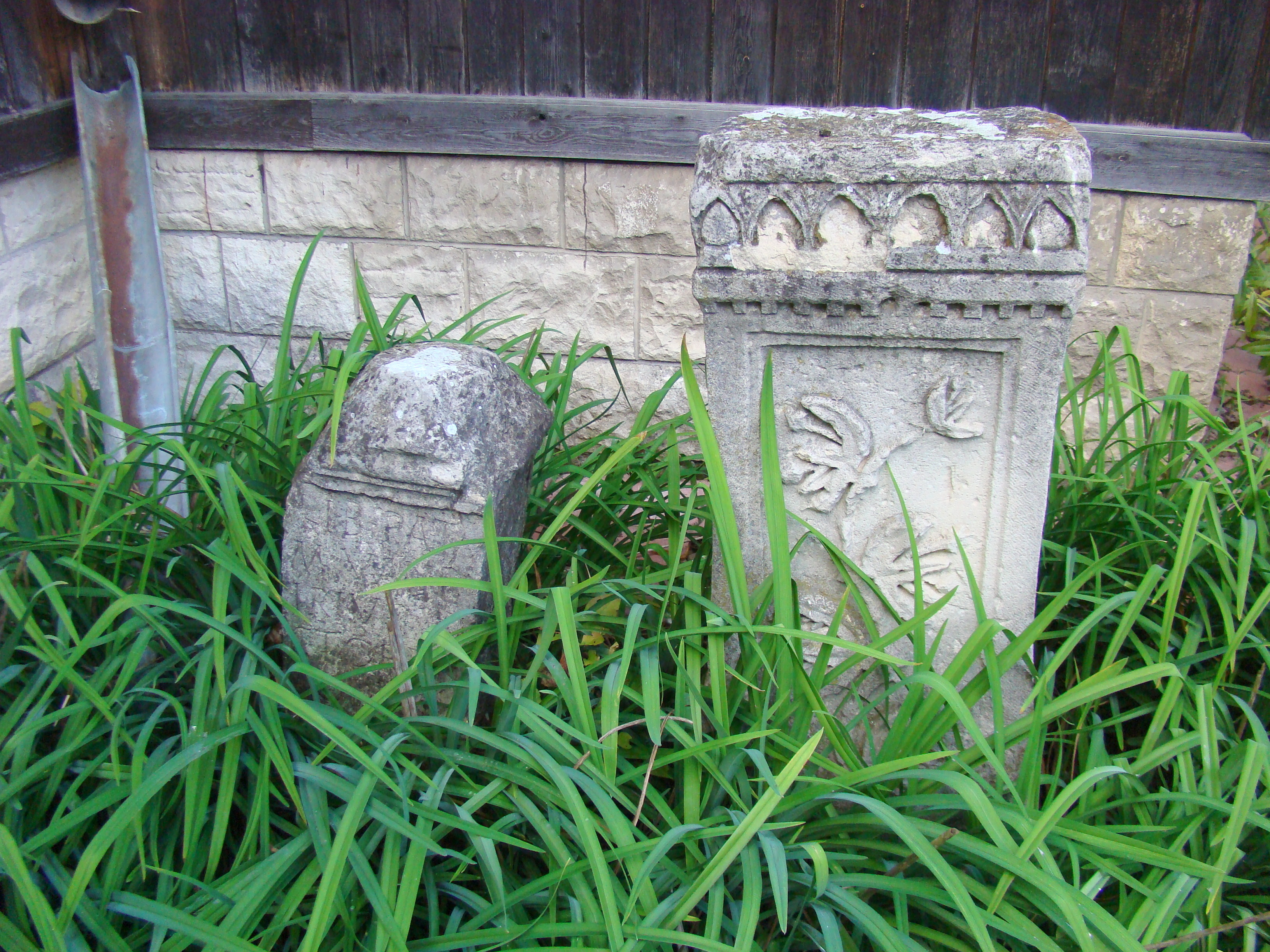
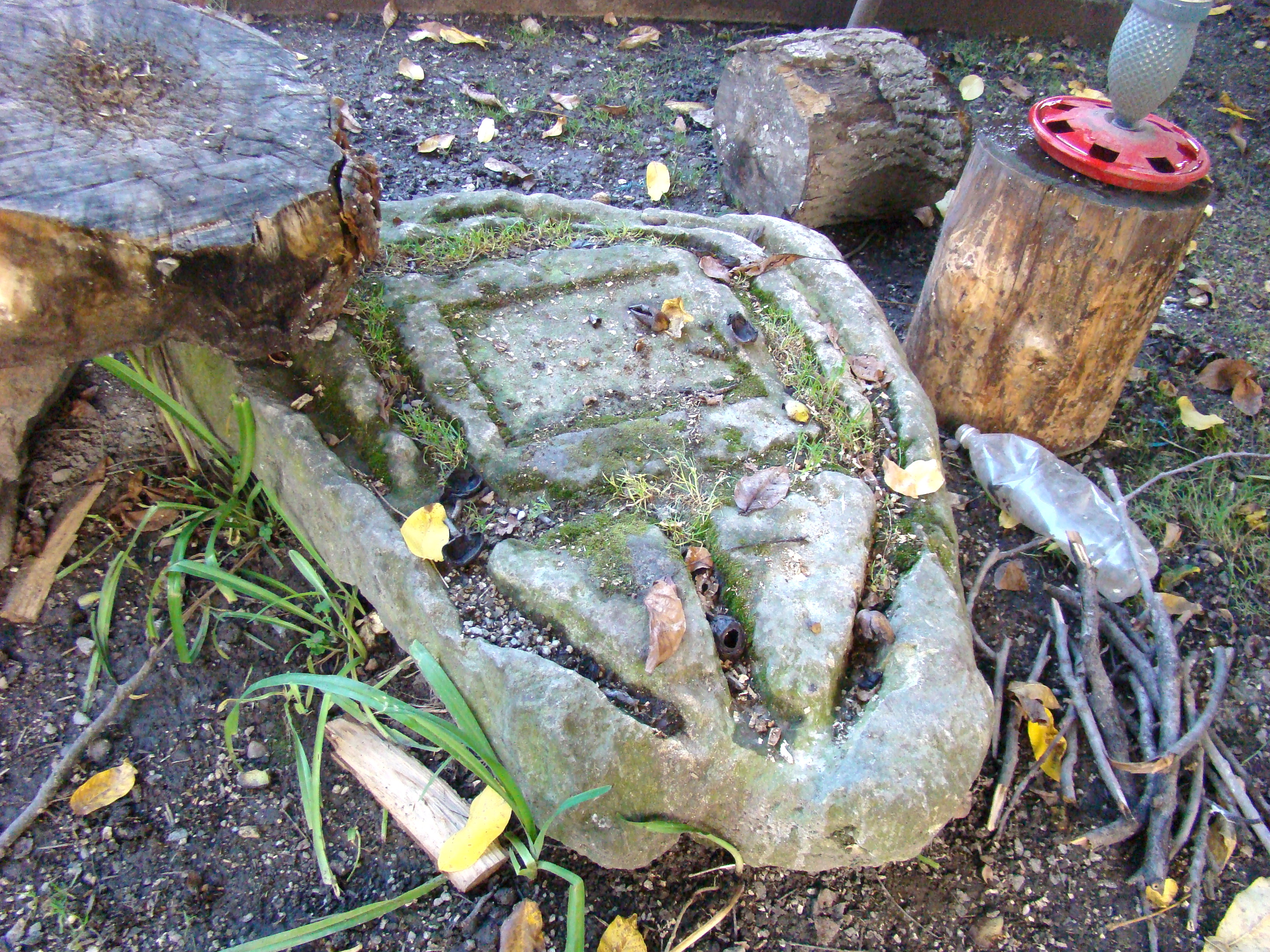
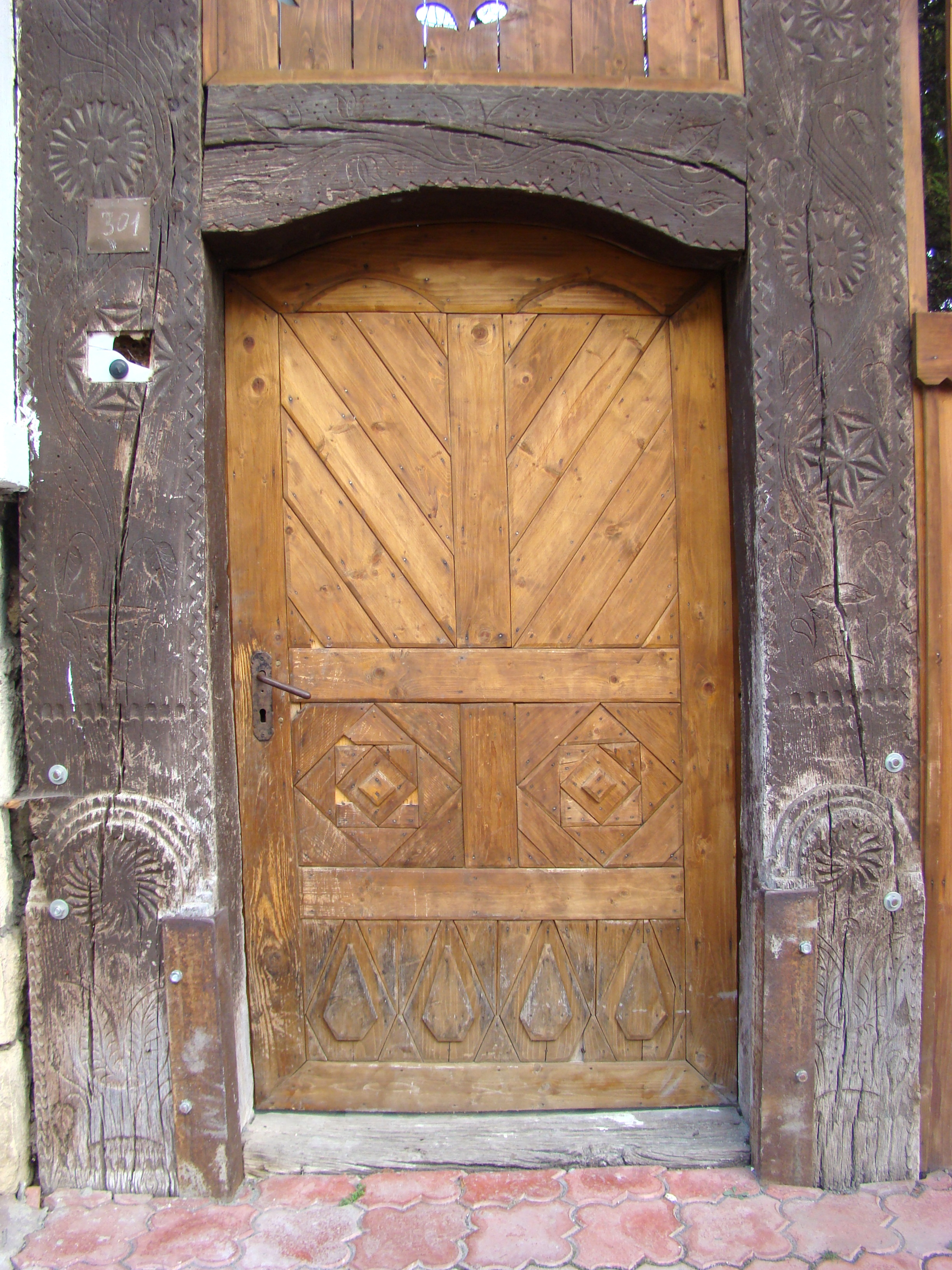
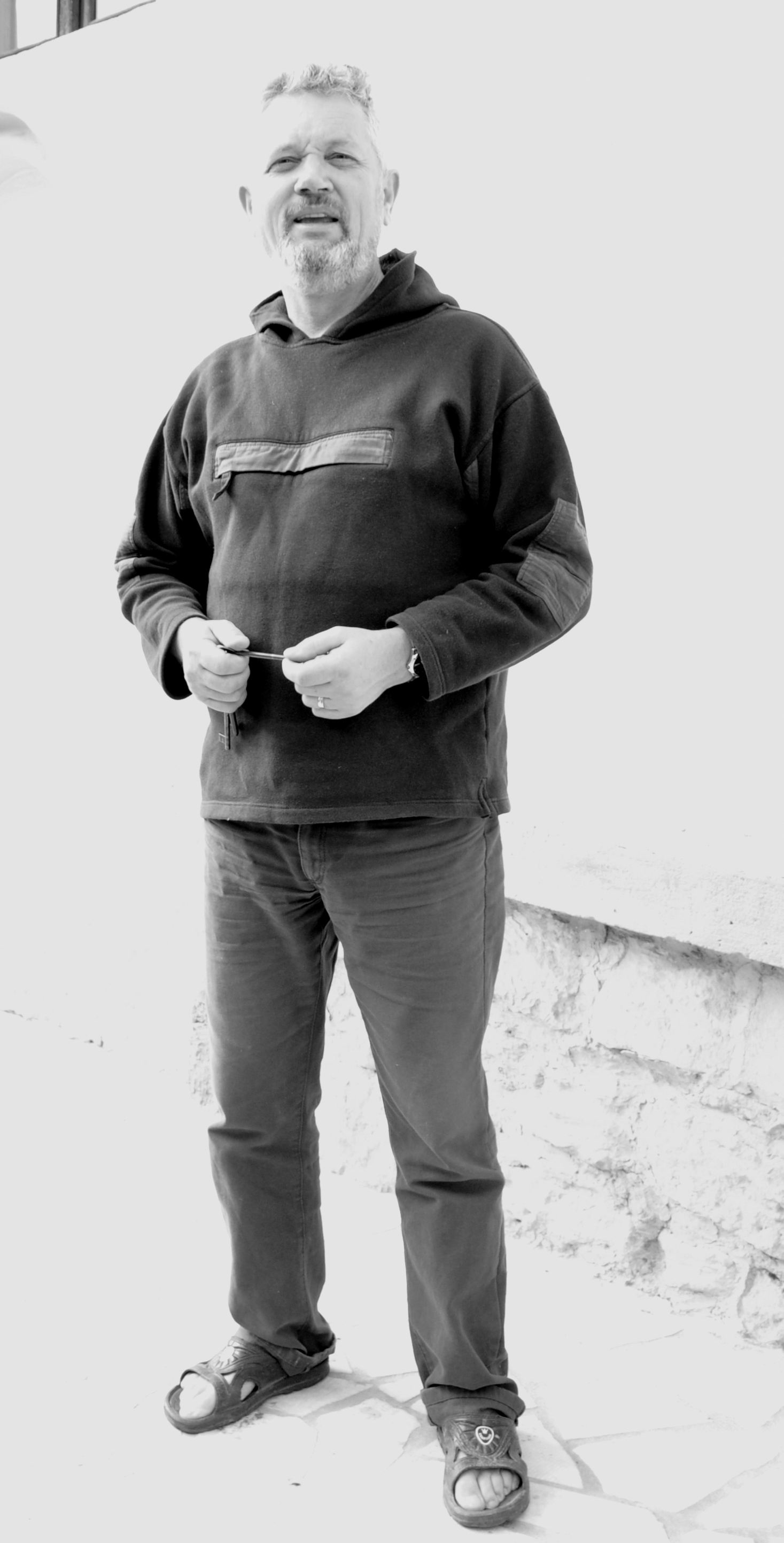
Pastorul reformat din parohia Mera
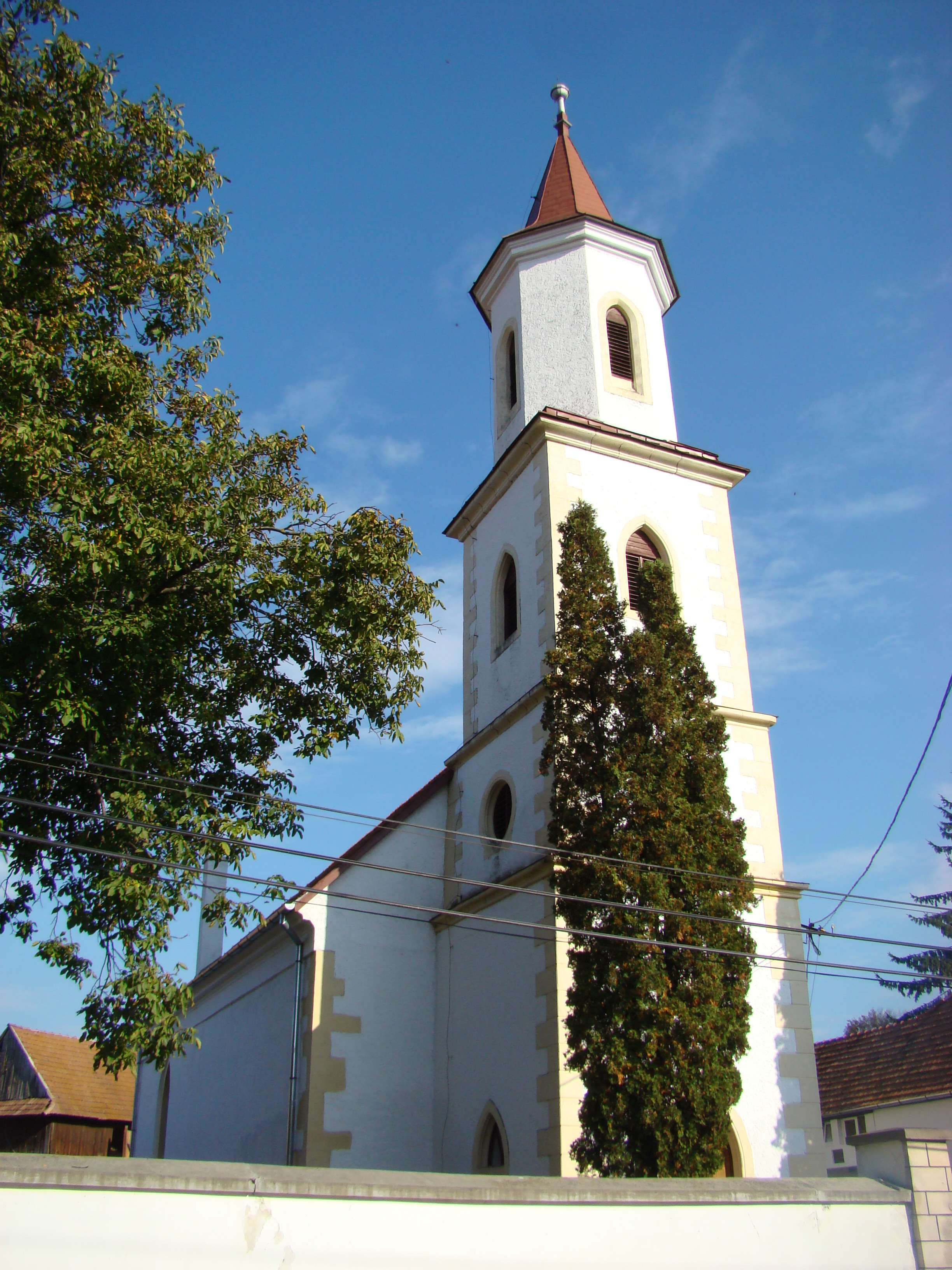

## Imagini din interior

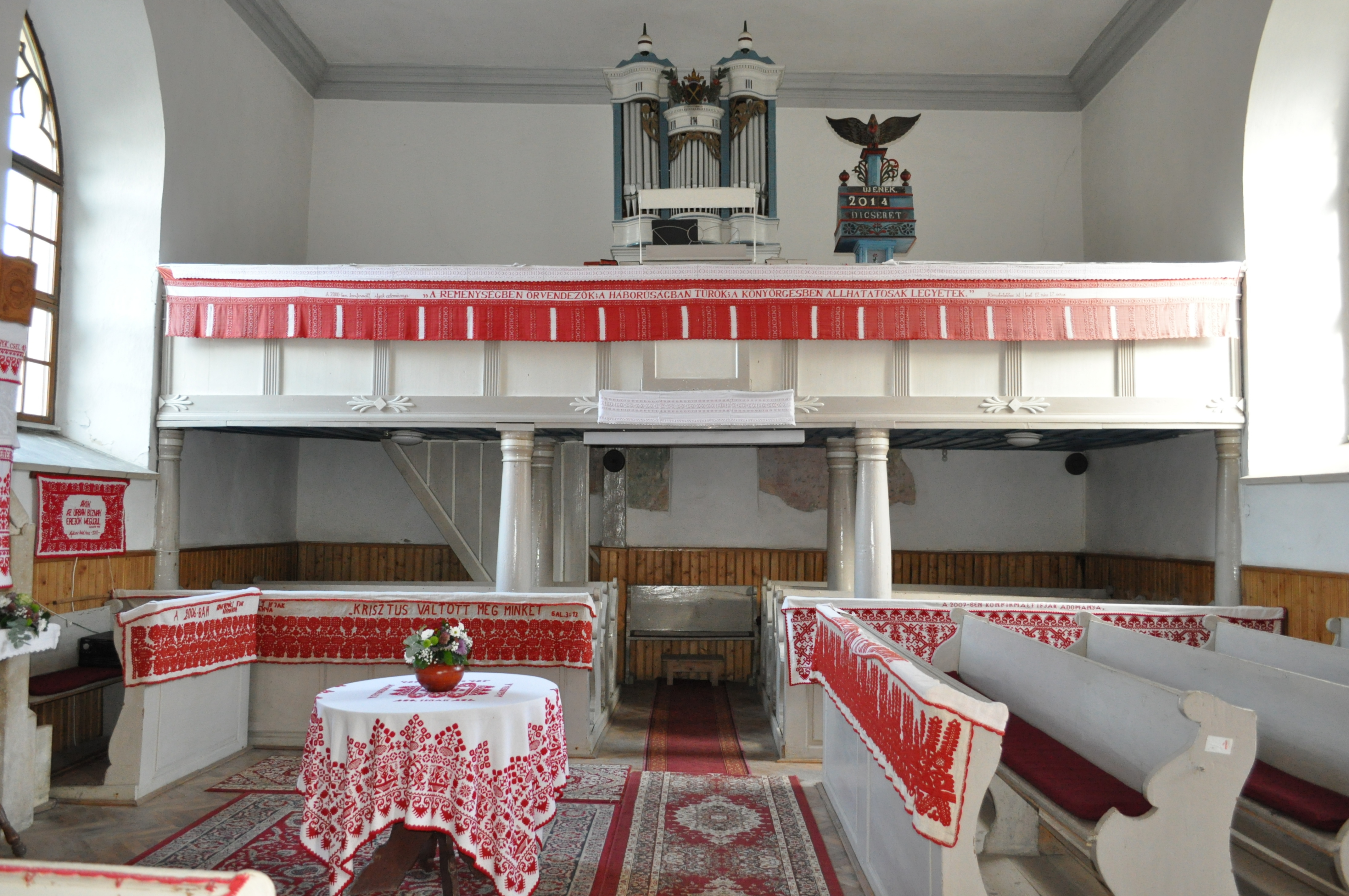
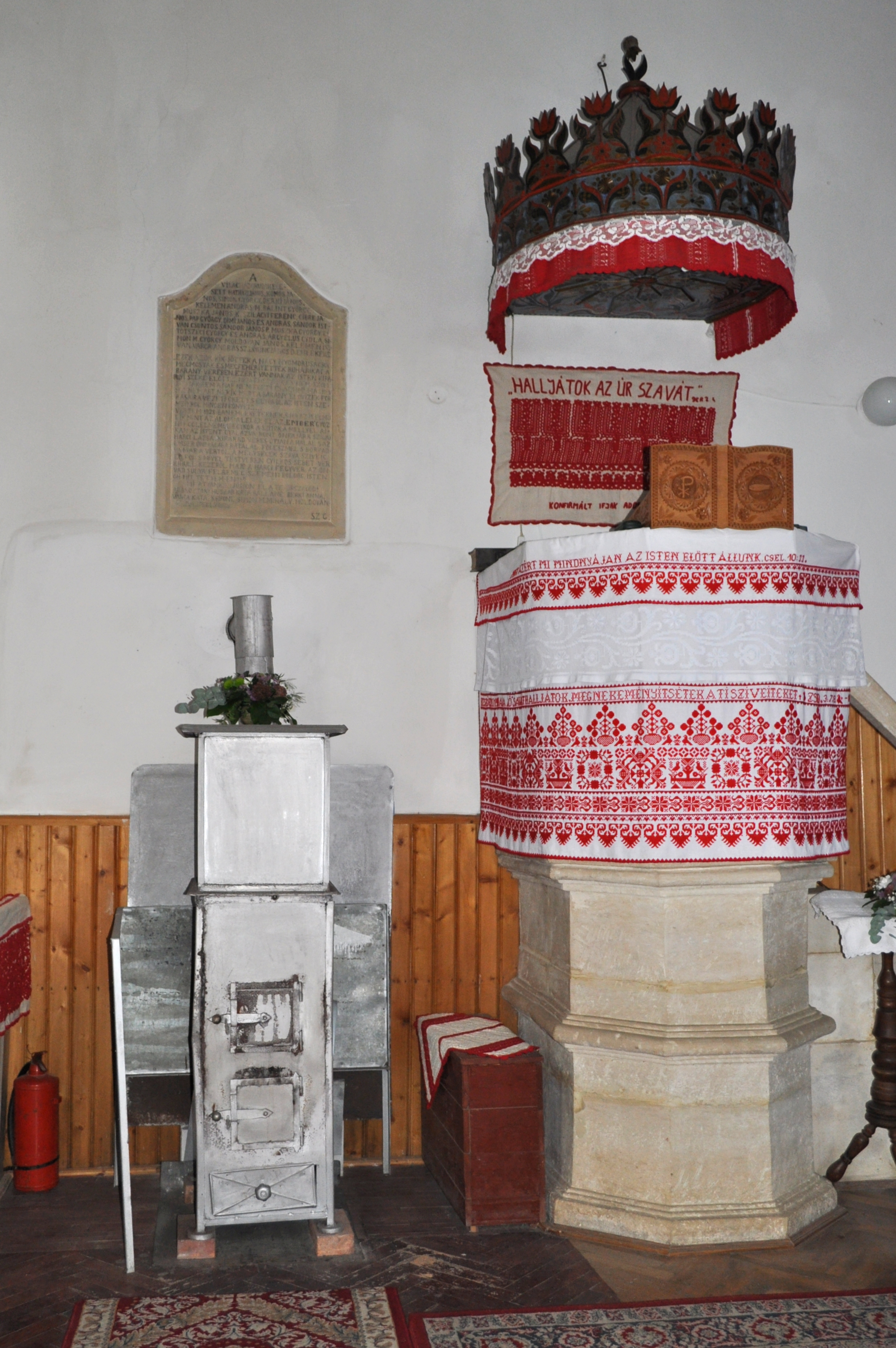
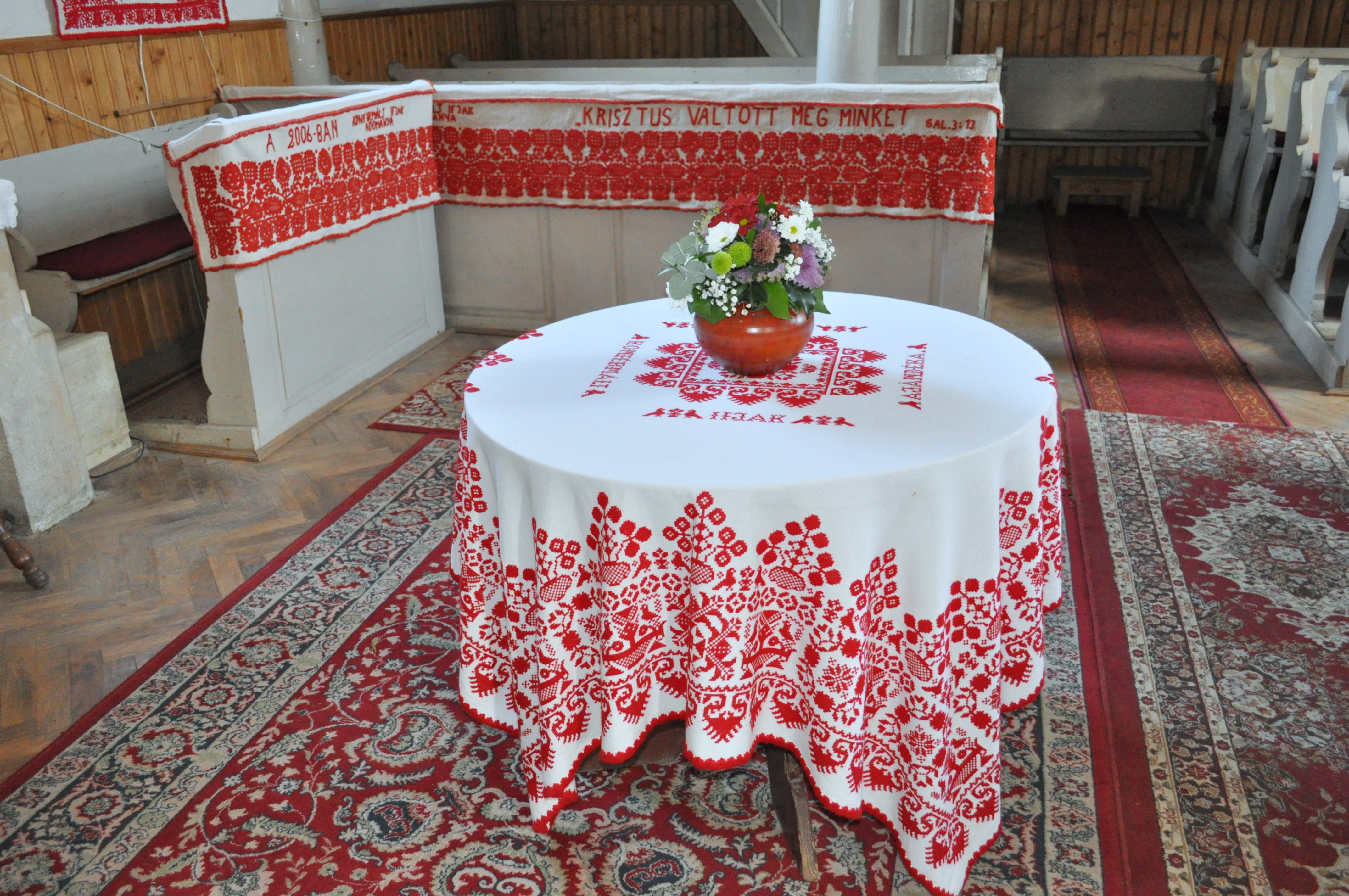
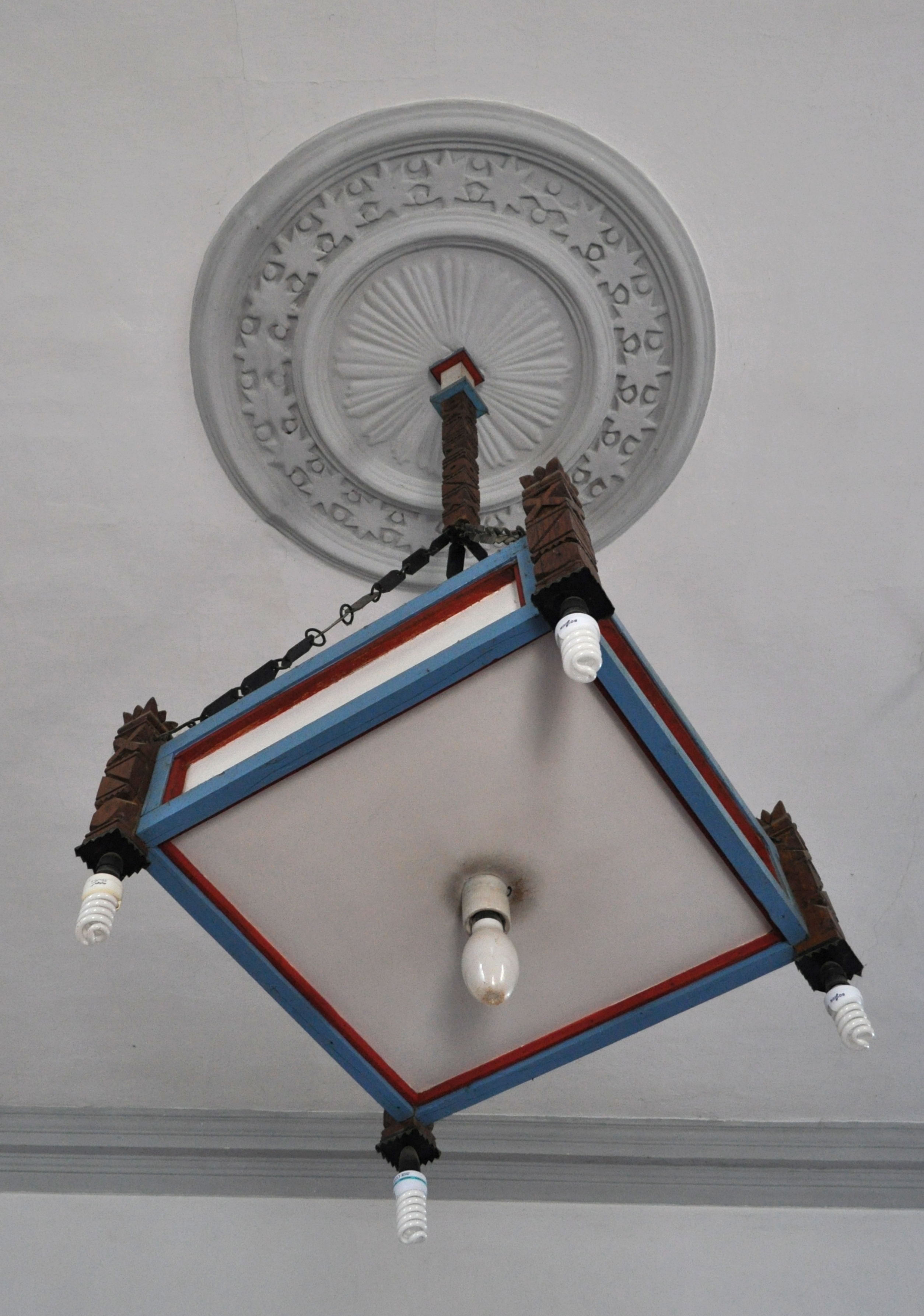
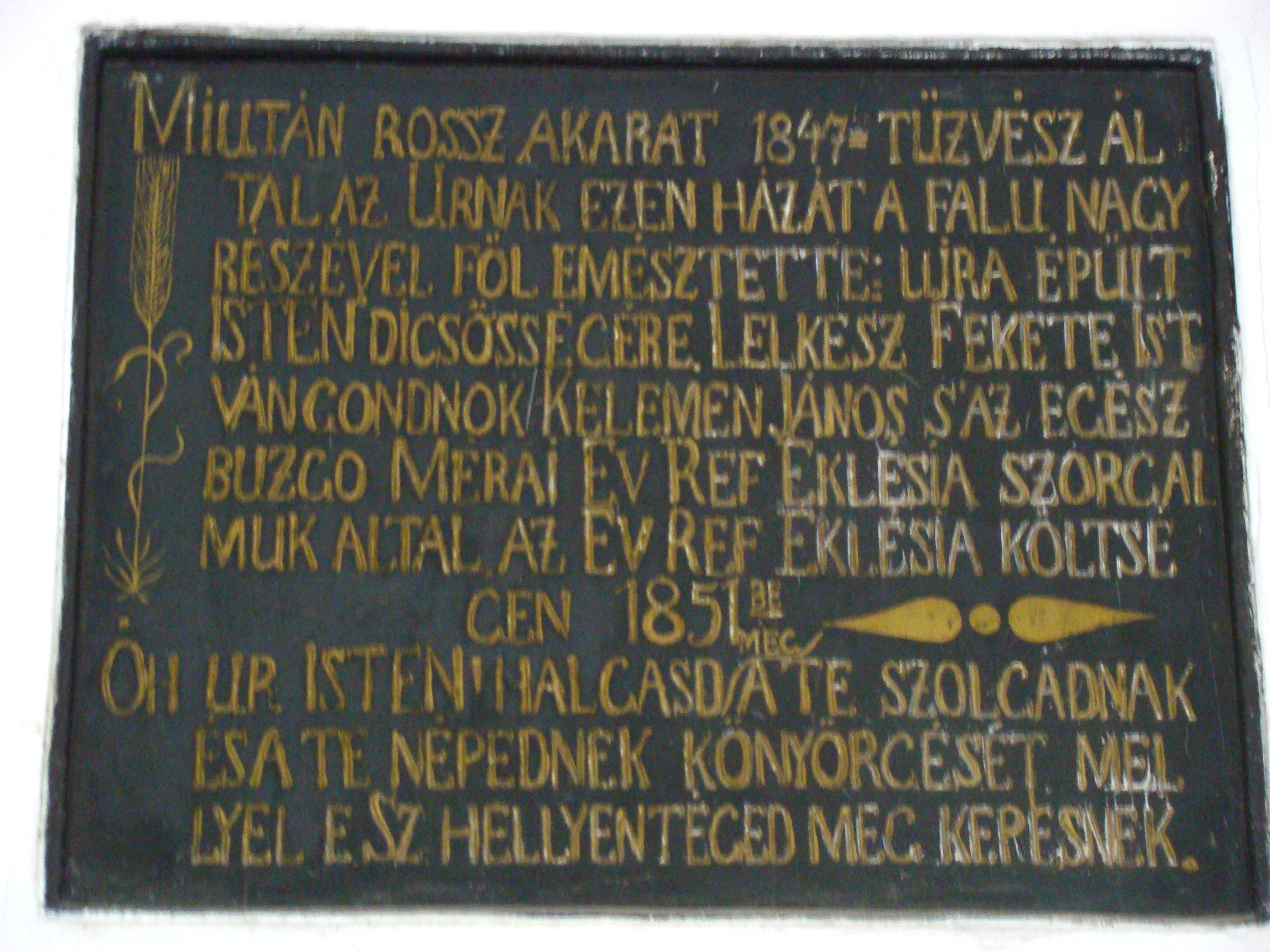
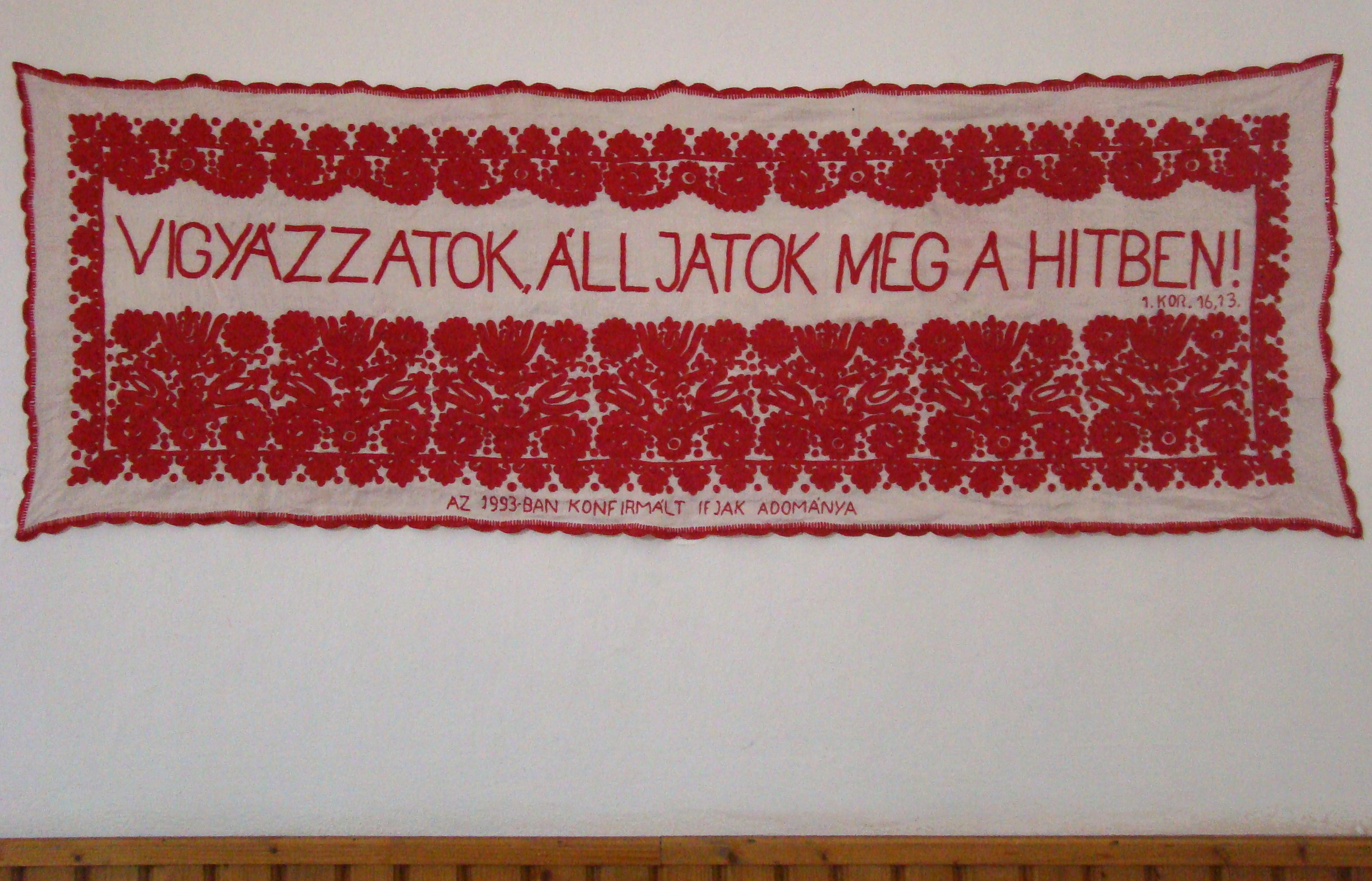
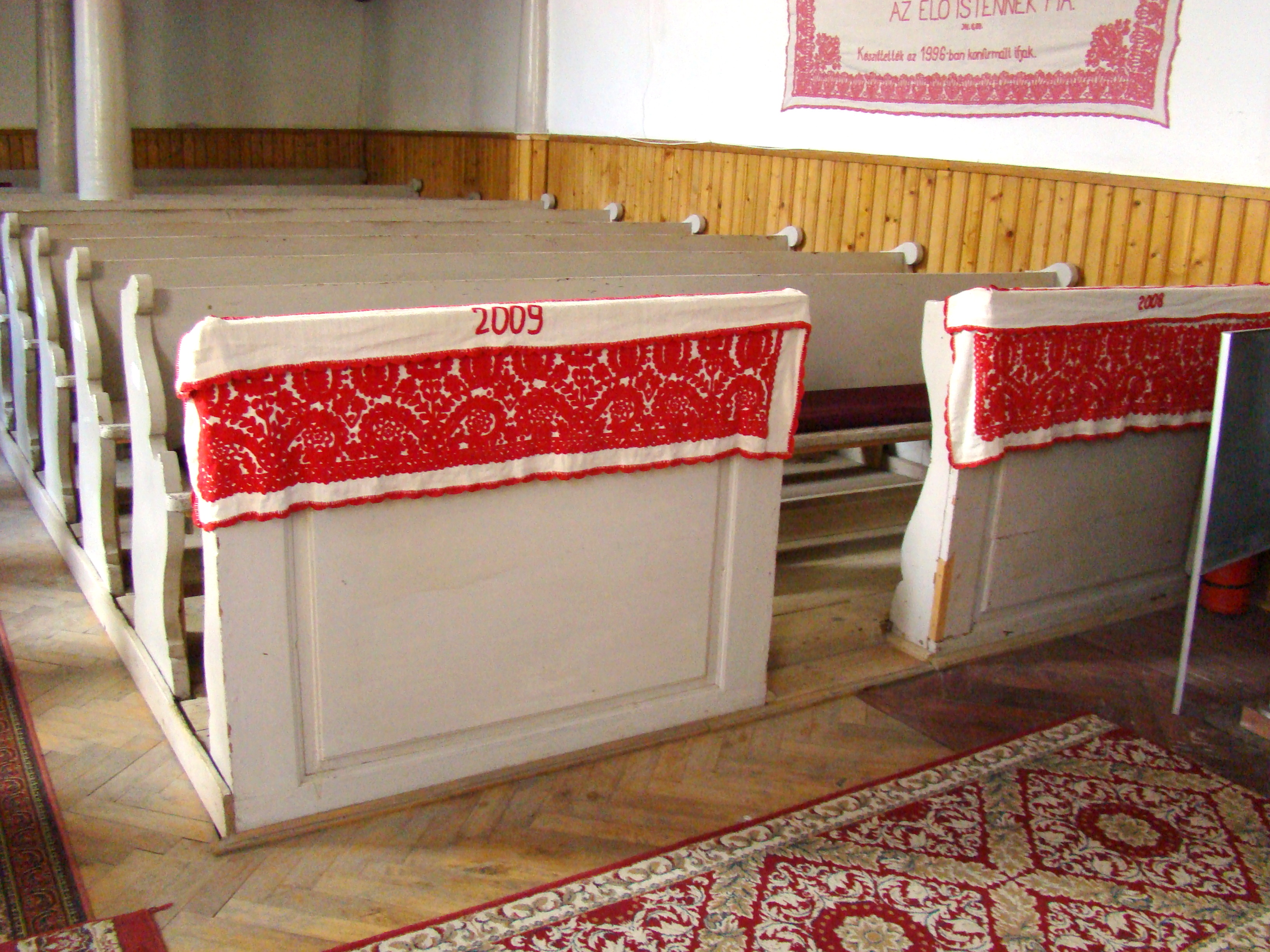
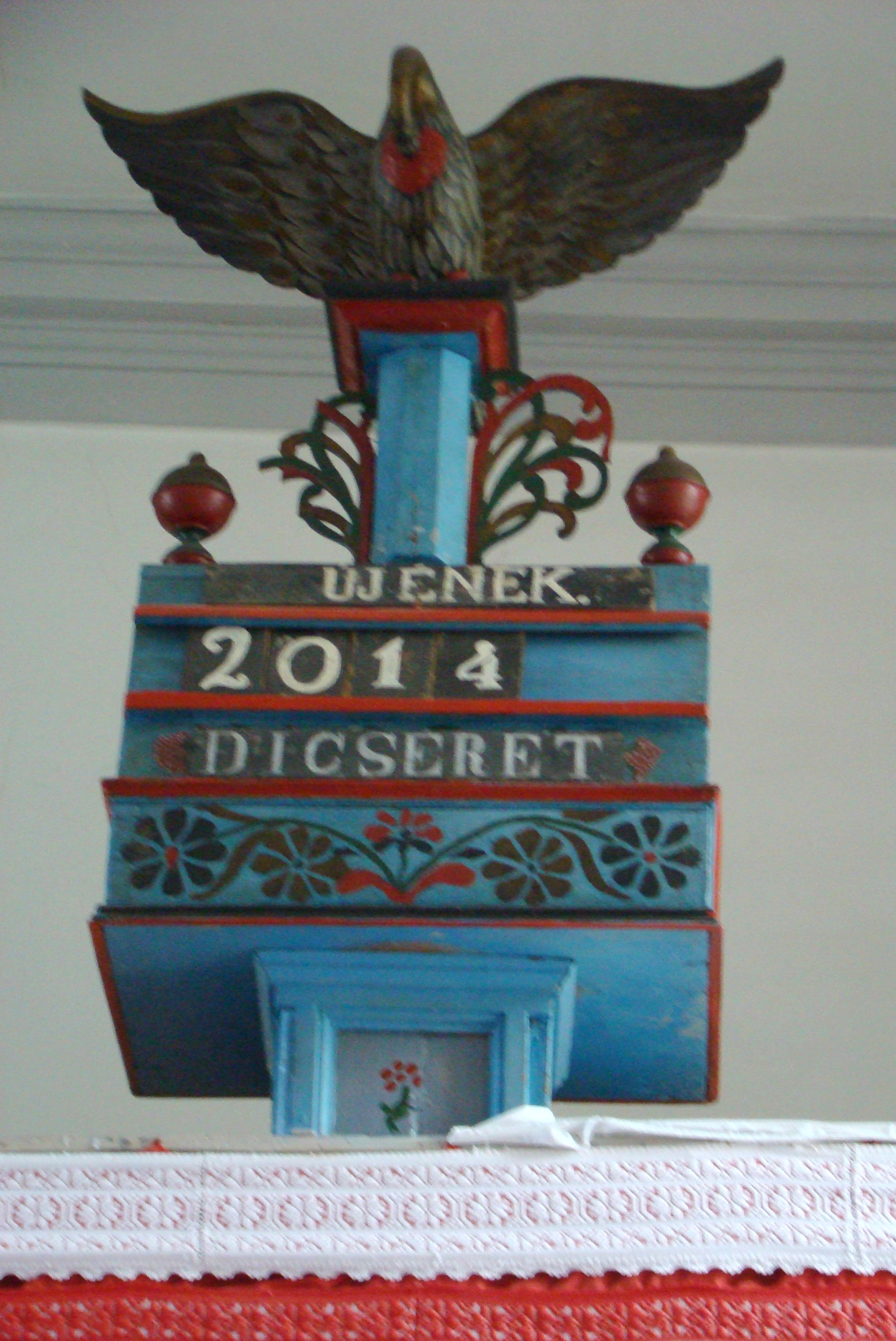
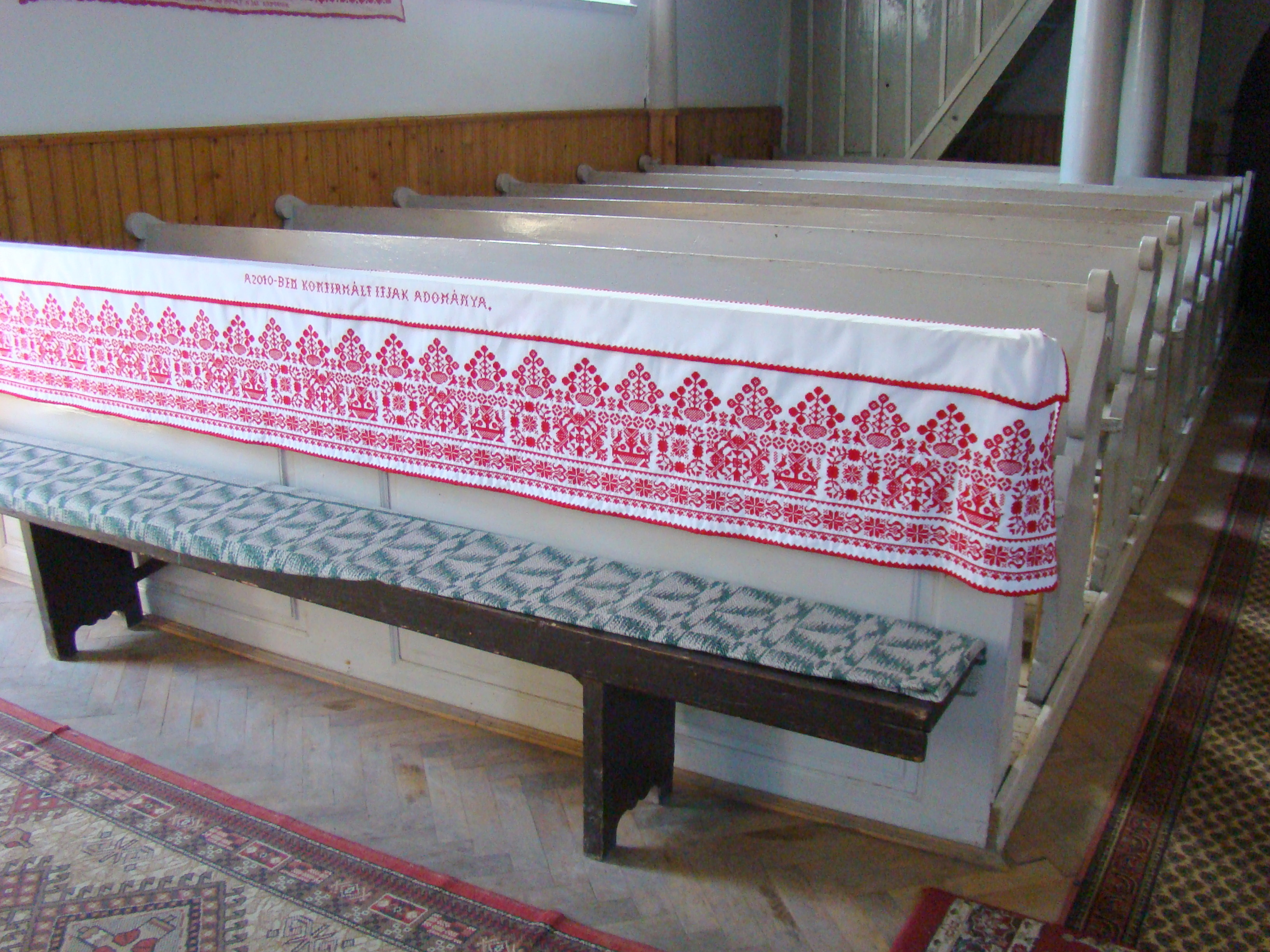
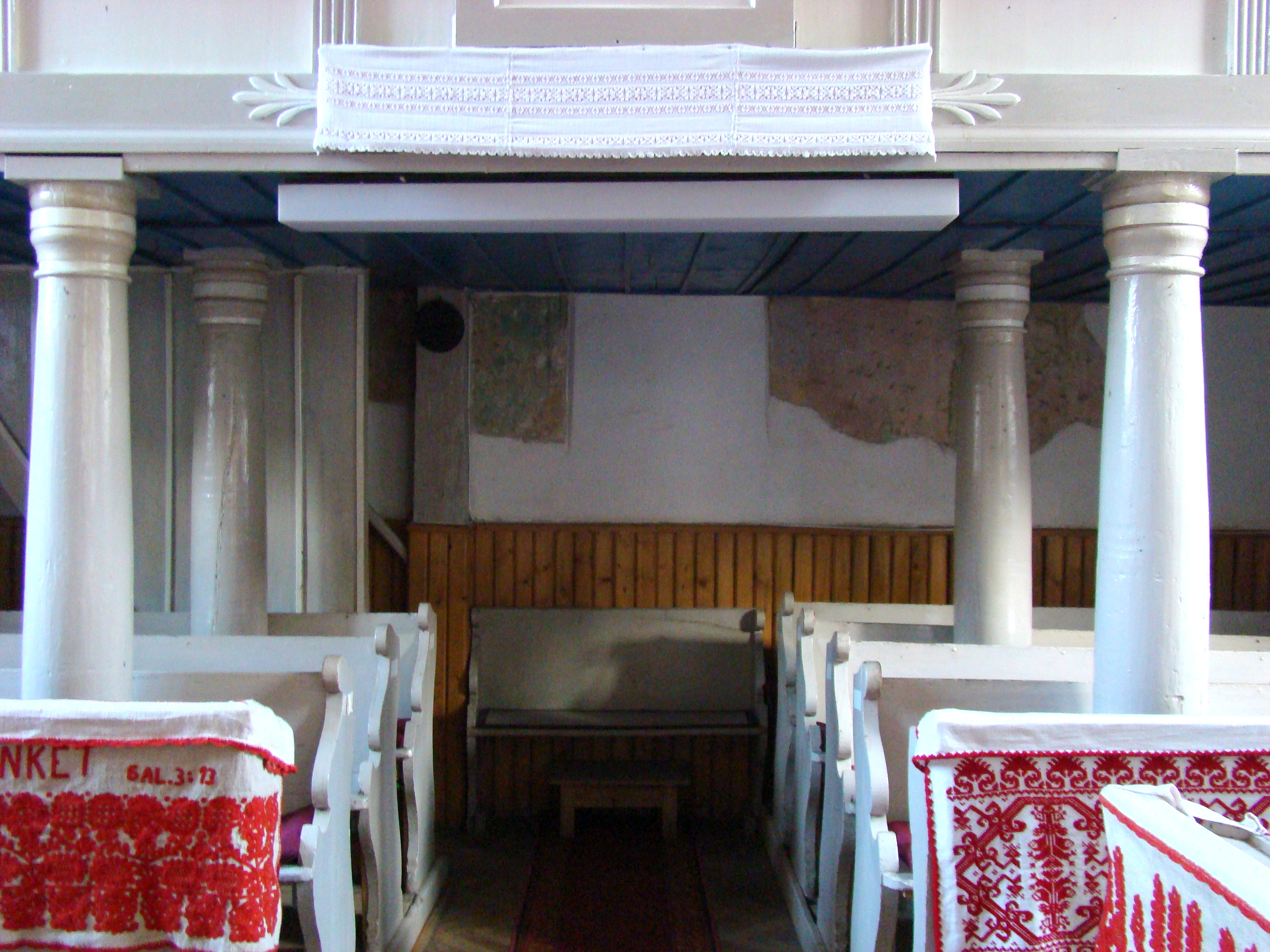
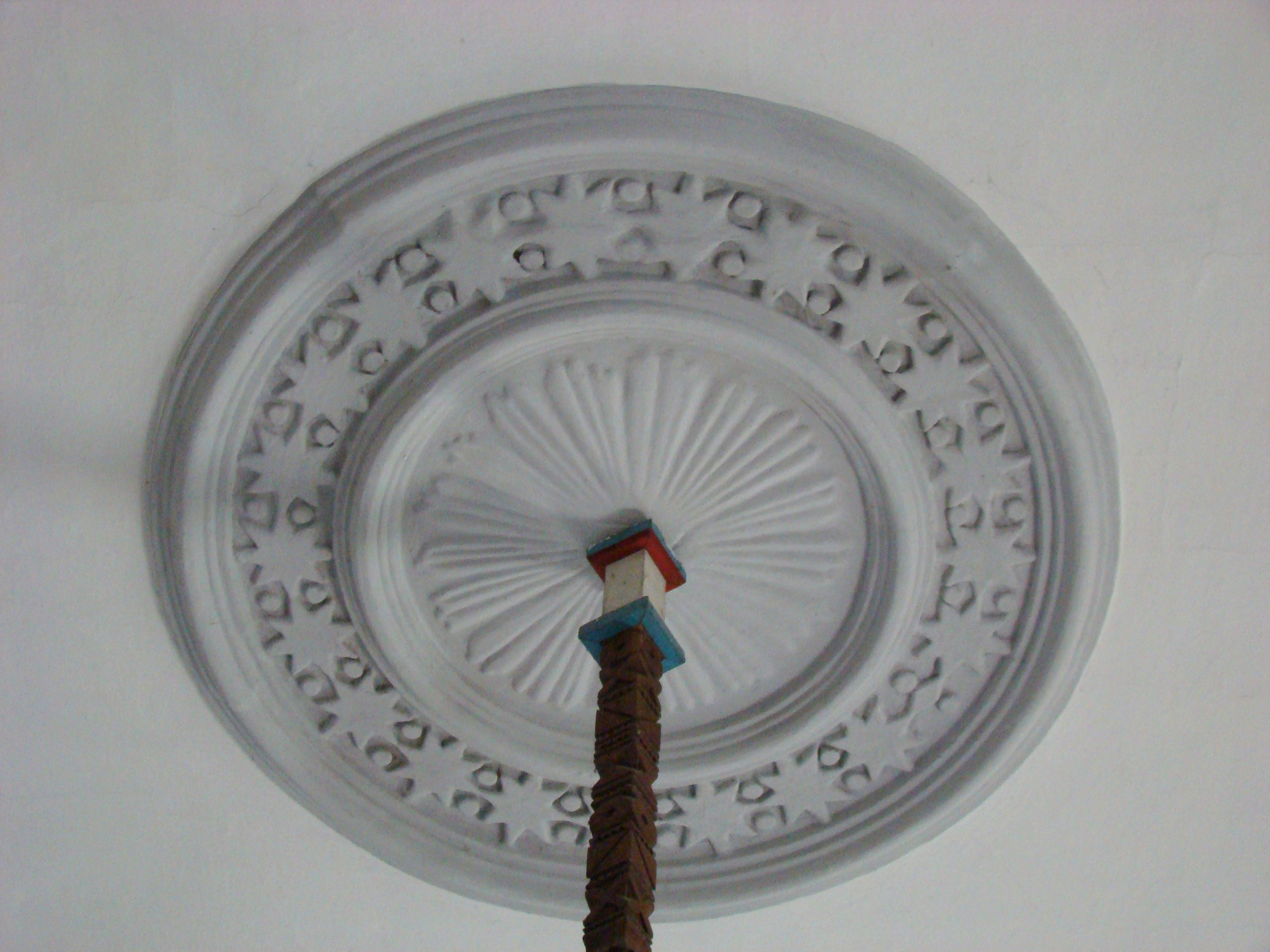
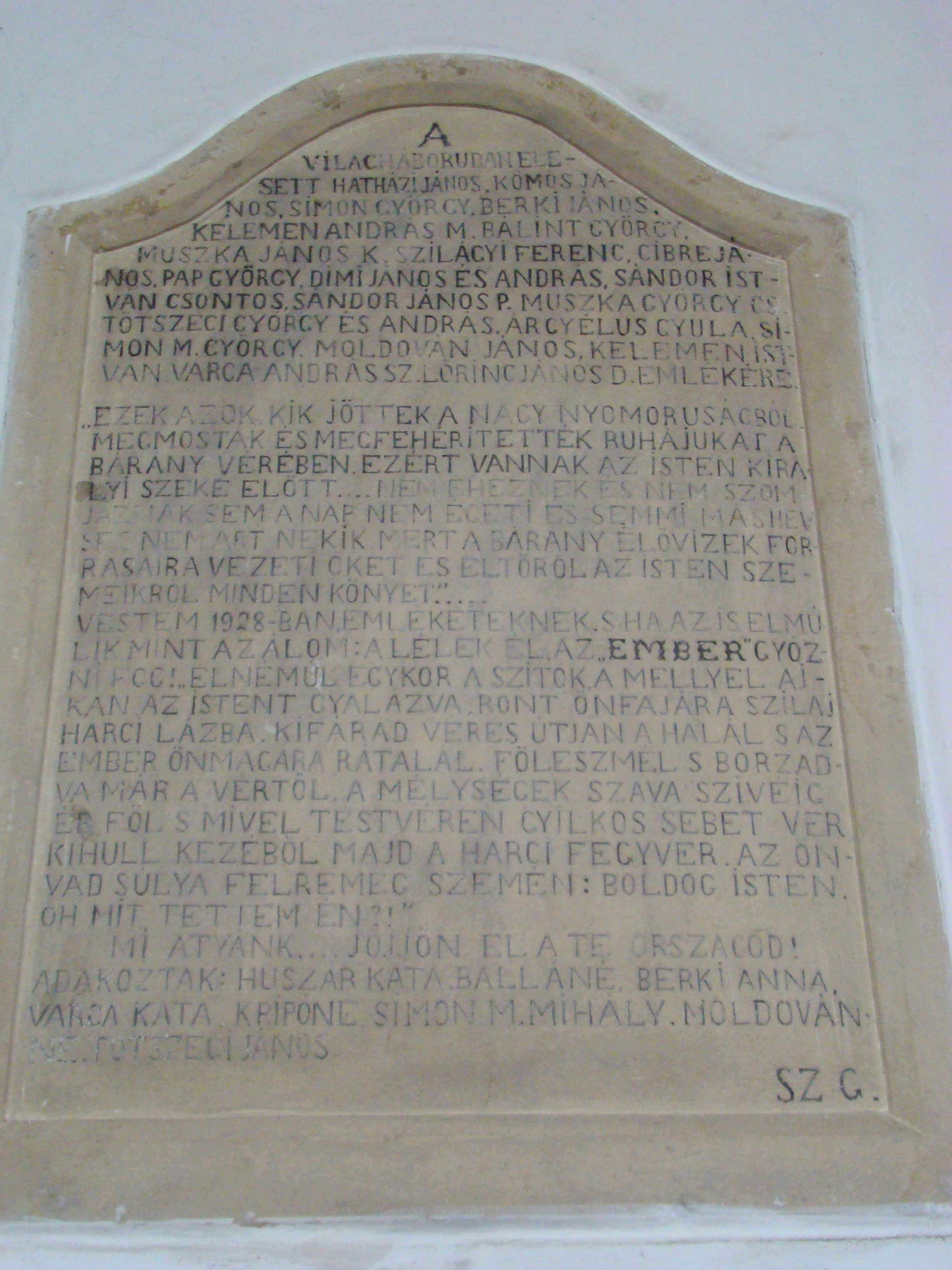
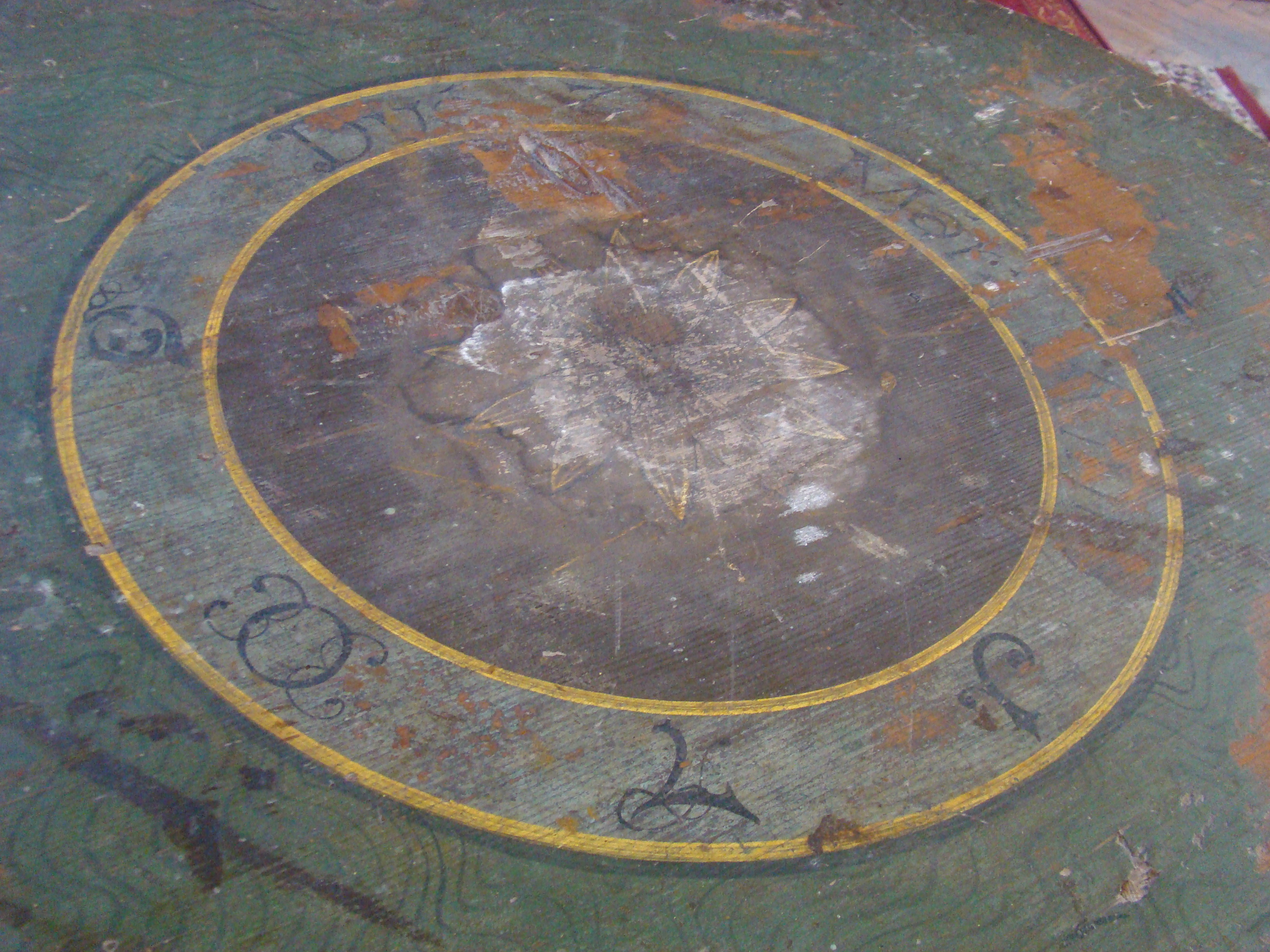
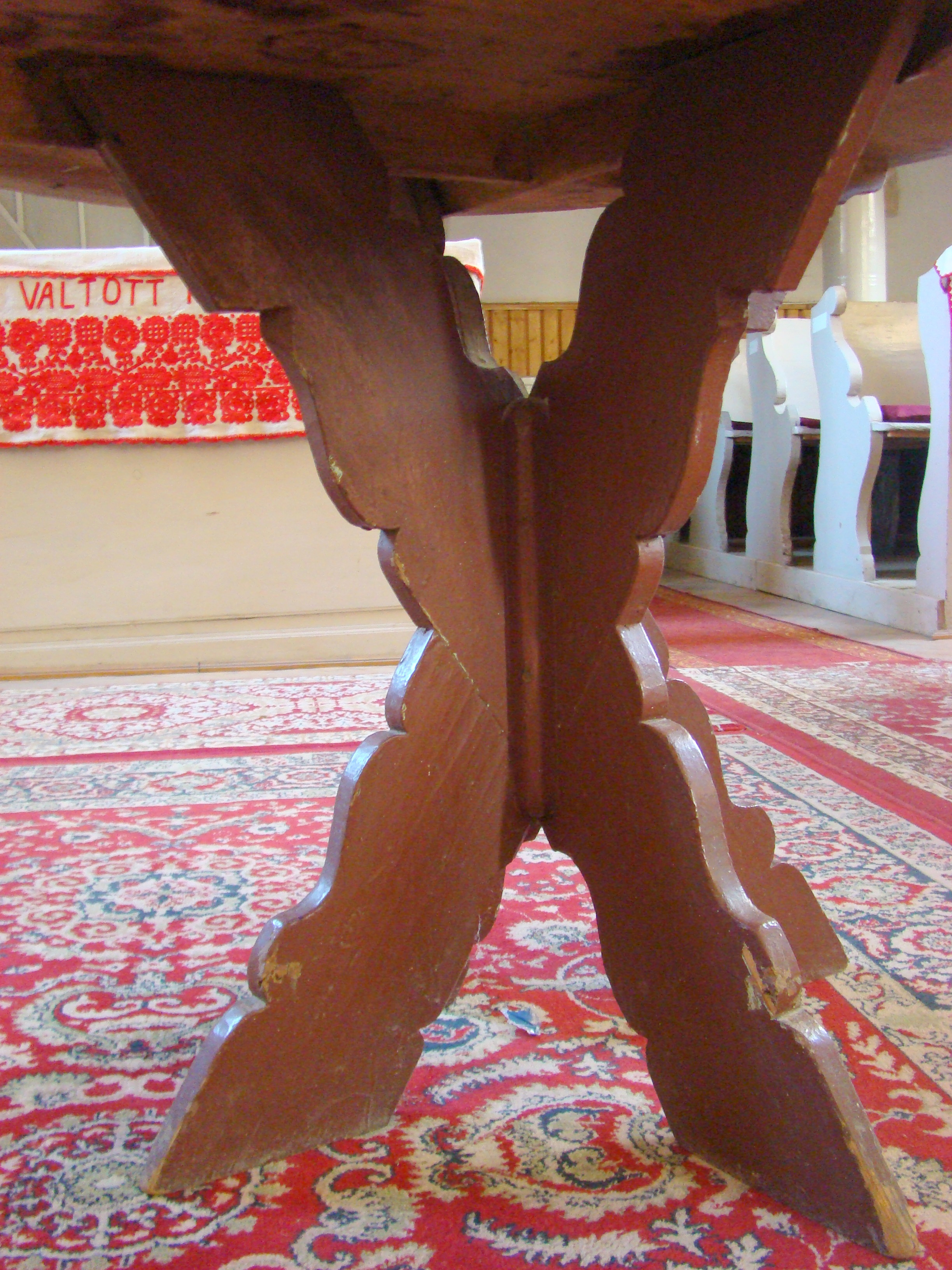
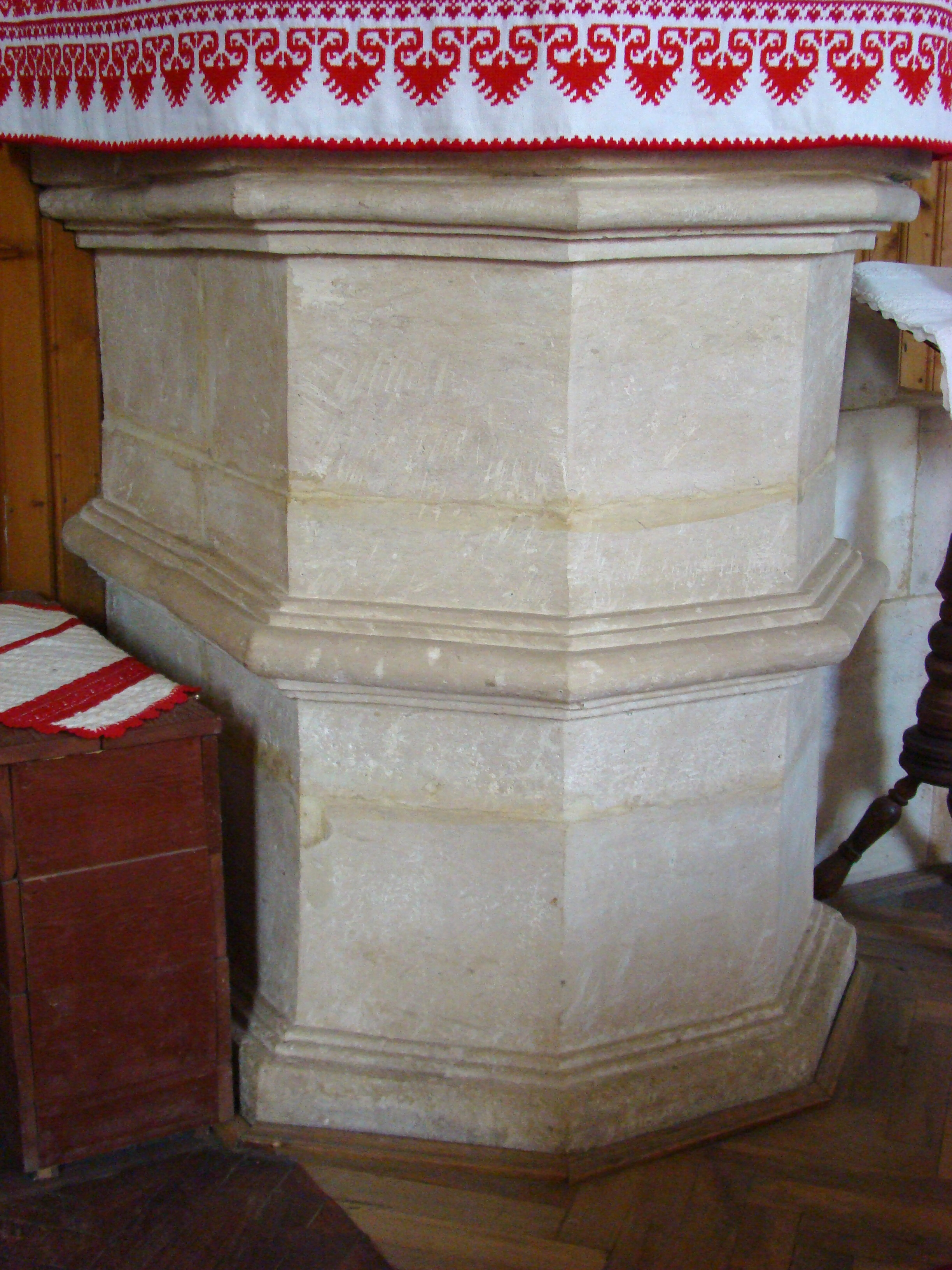
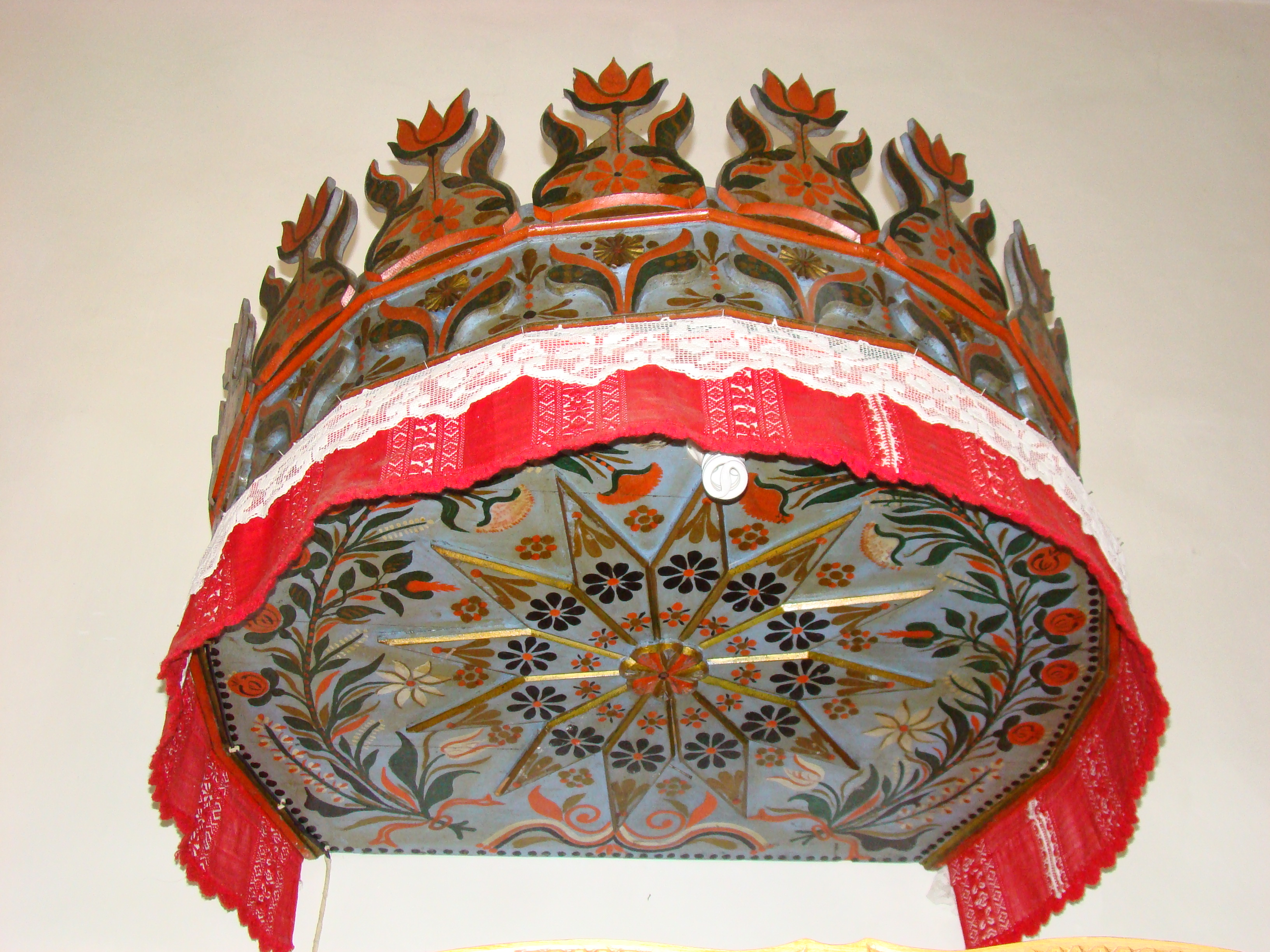
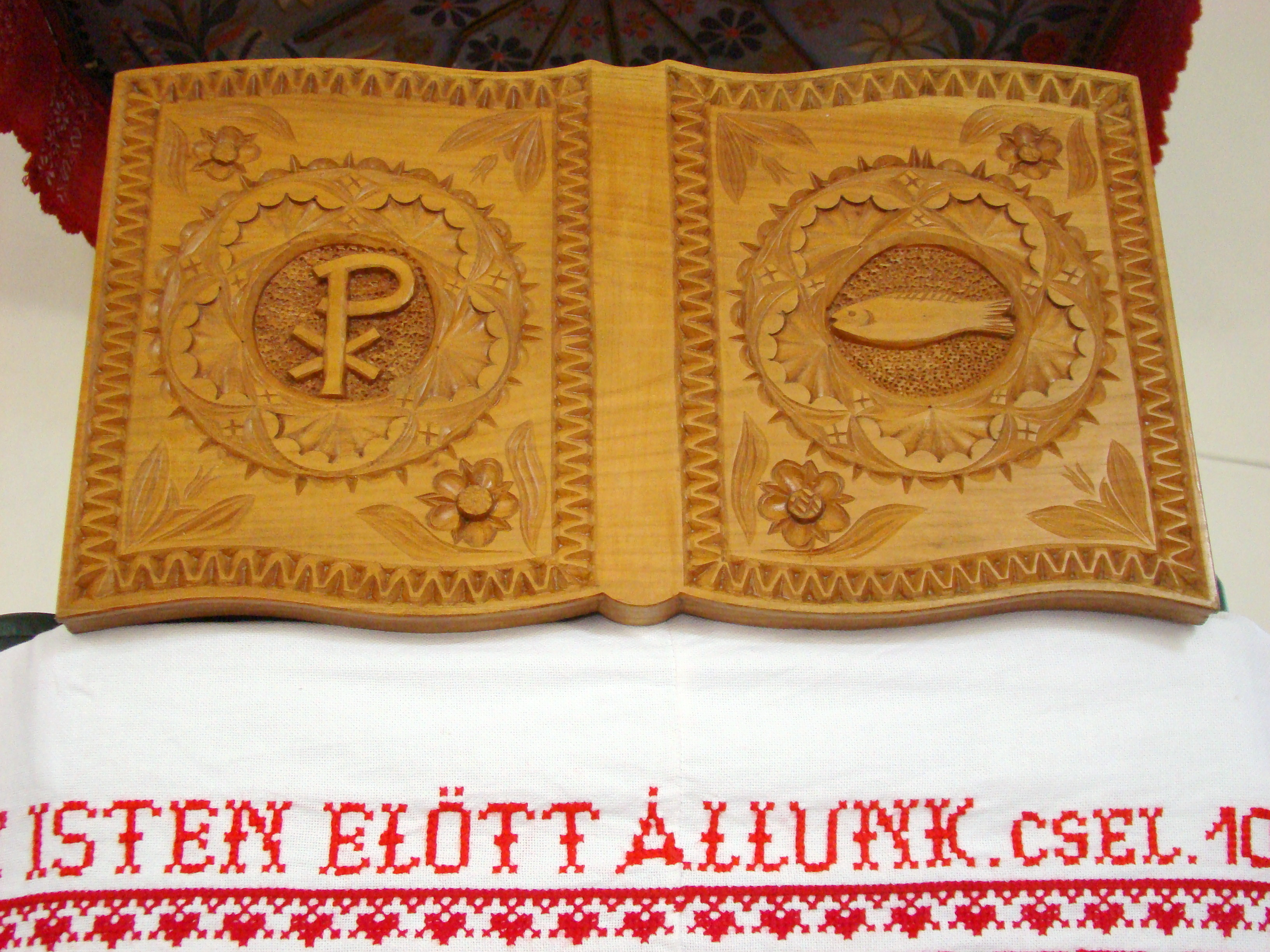
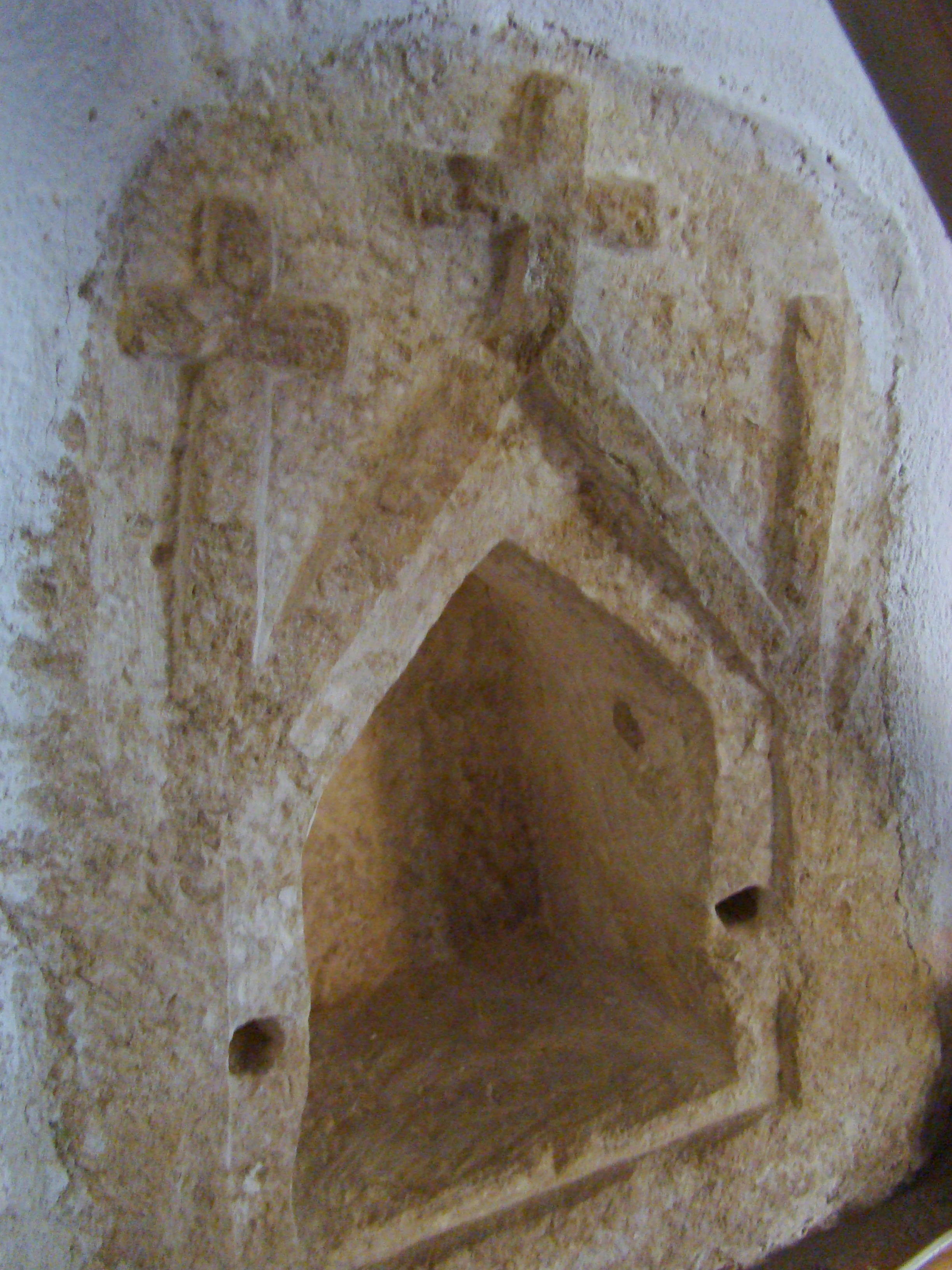
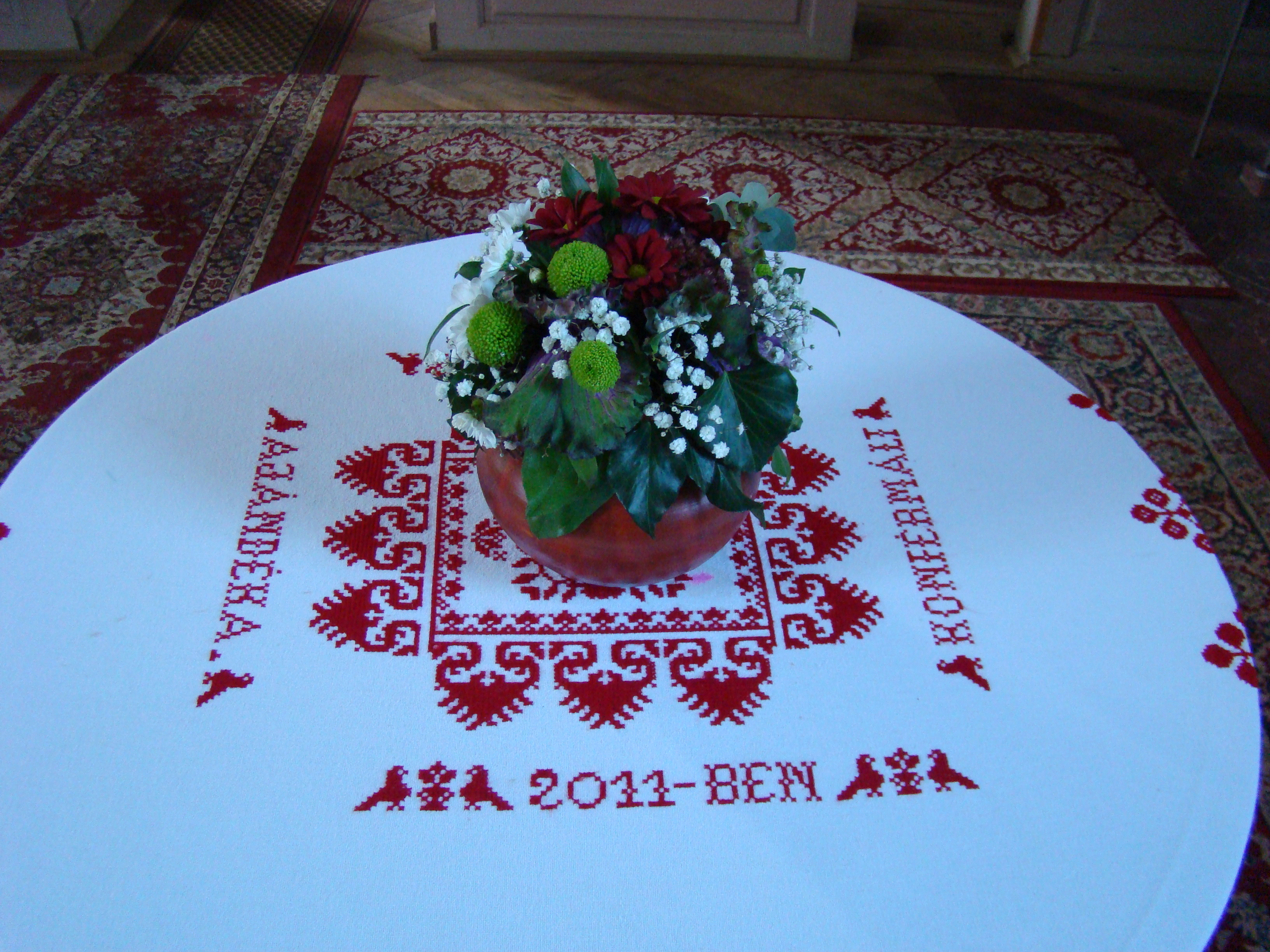
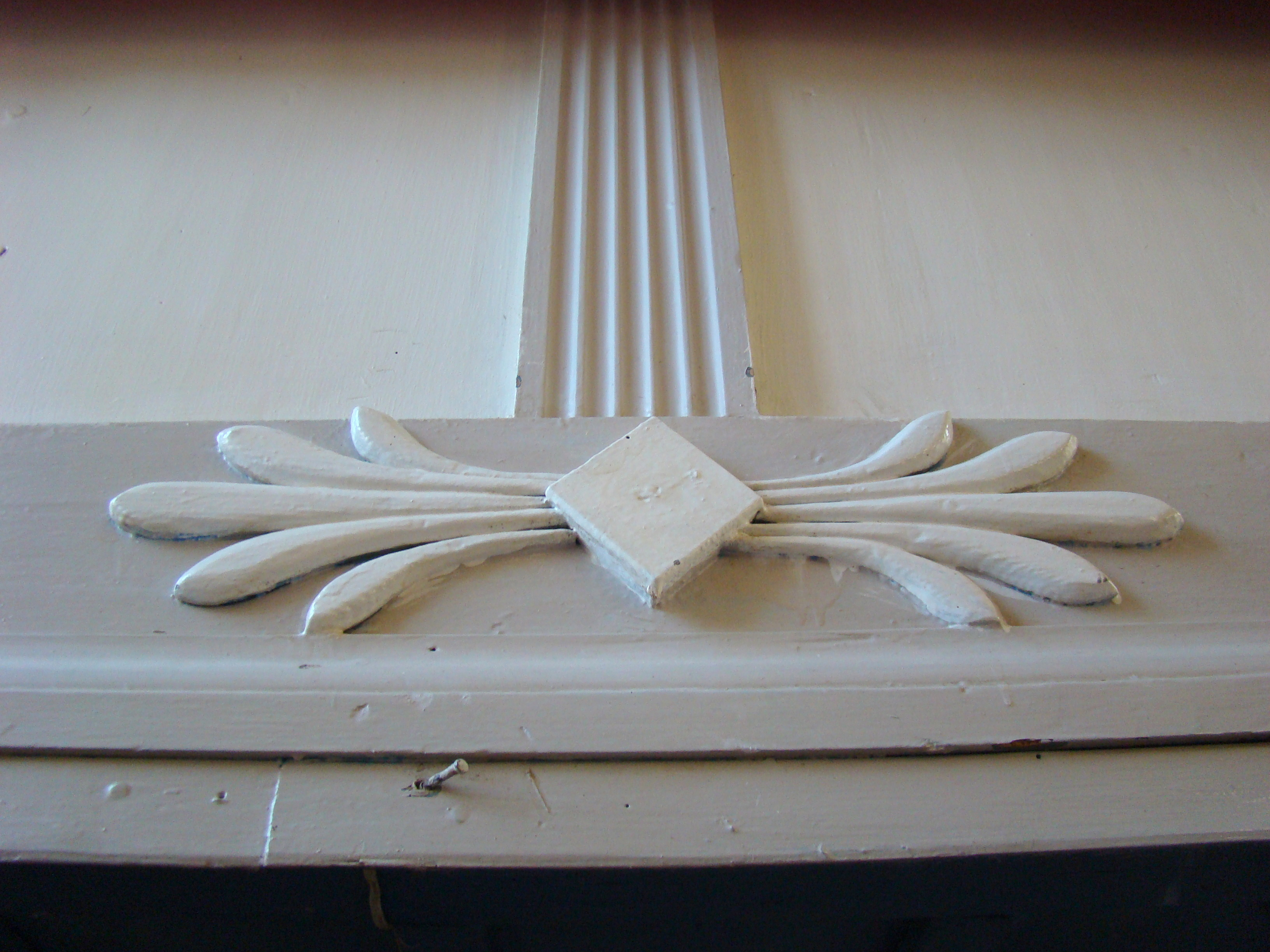
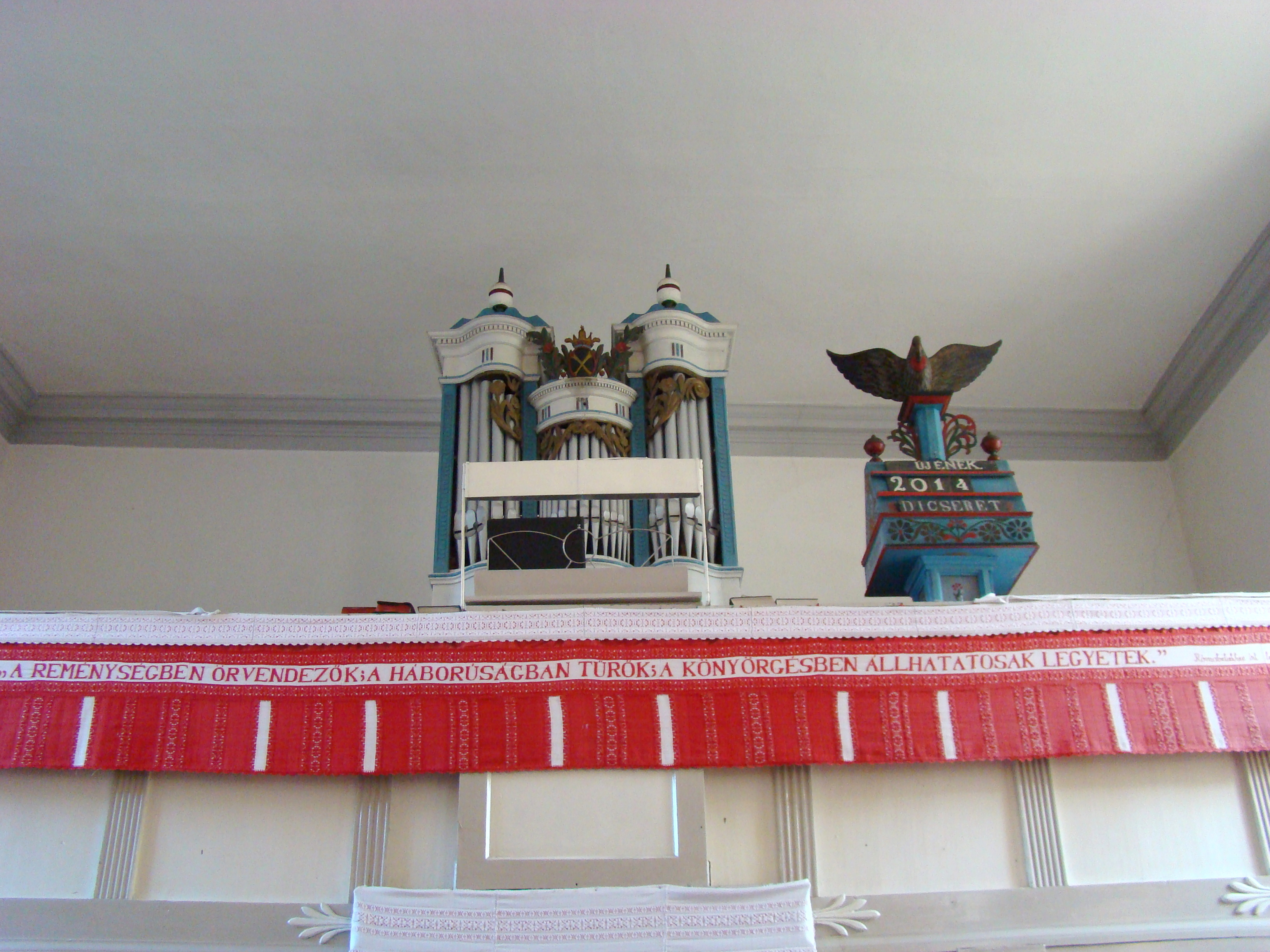
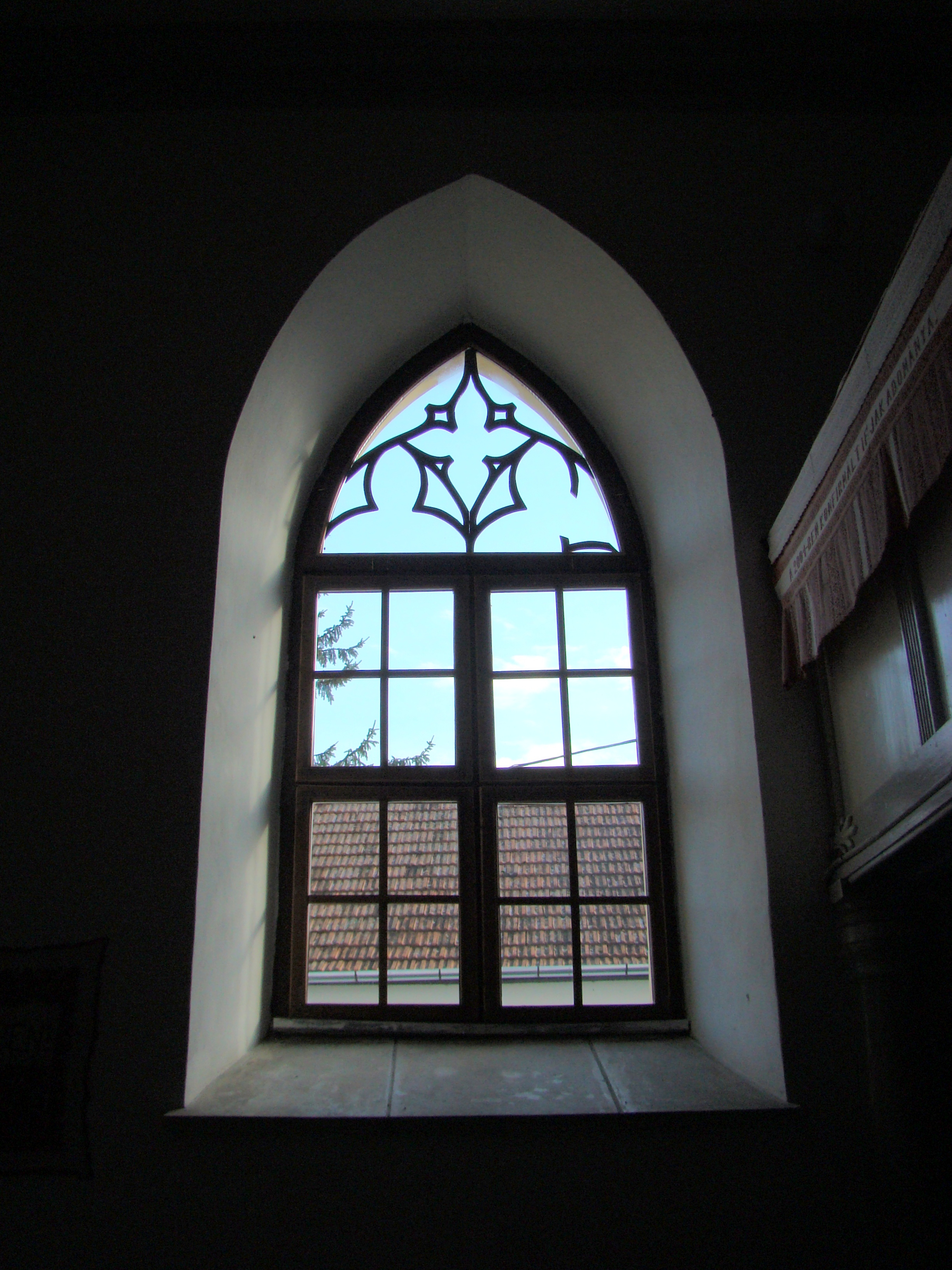
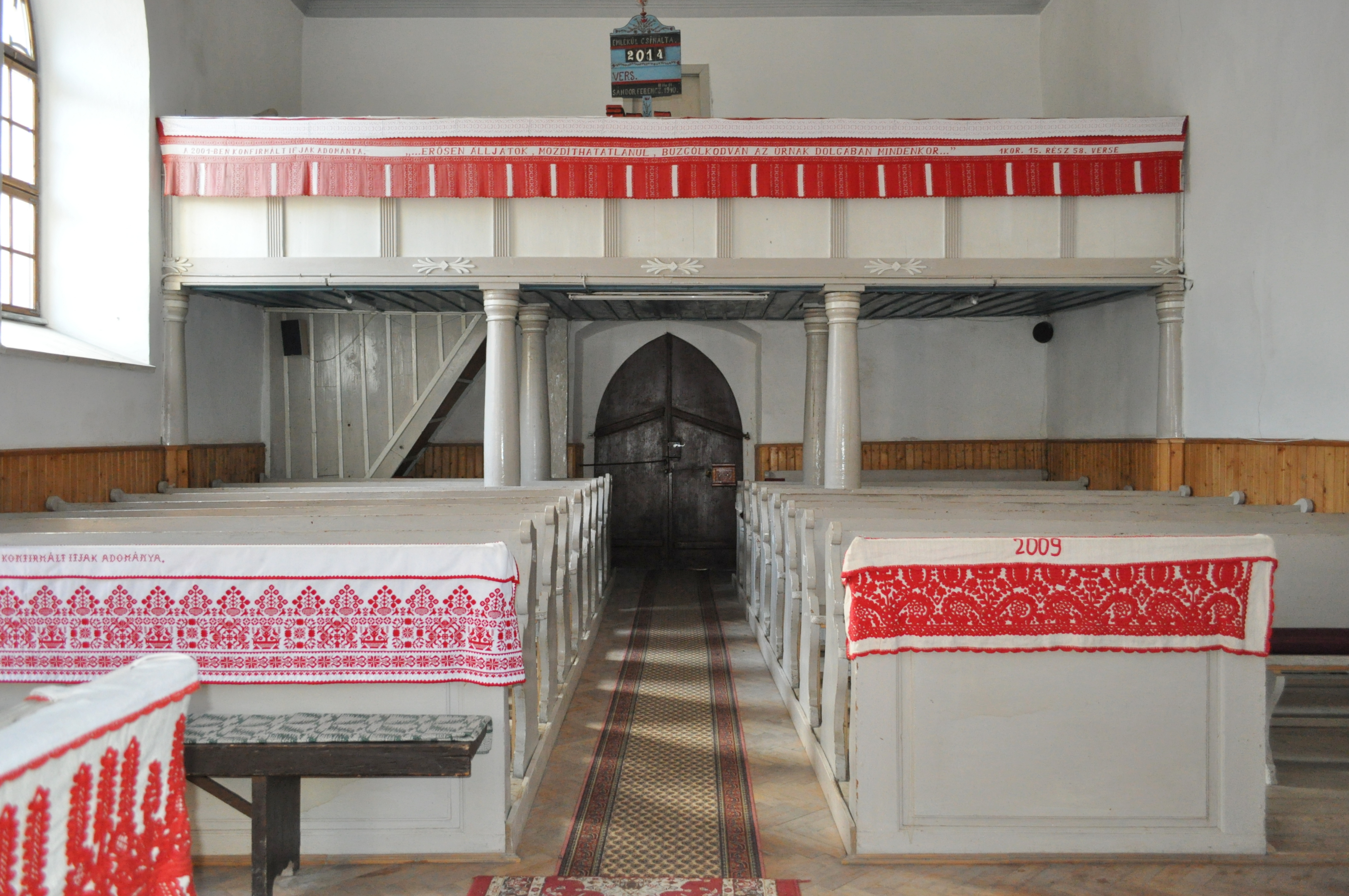